# Liste der Biografien/Scher
Liste der Biografien |
Portal Biografien |
Personensuche
# |
A |
B |
C |
D |
E |
F |
G |
H |
I |
J |
K |
L |
M |
N |
O |
P |
Q |
R |
S |
T |
U |
V |
W |
X |
Y |
Z |
?
 
Sa |
Sb |
Sc |
Sd |
Se |
Sf |
Sg |
Sh |
Si |
Sj |
Sk |
Sl |
Sm |
Sn |
So |
Sp |
Sq |
Sr |
Ss |
St |
Su |
Sv |
Sw |
Sy |
Sz
 
Sca–Sce |
Sch |
Sci–Scz
 
Scha |
Schc |
Schd |
Sche |
Schg |
Schi |
Schj |
Schk |
Schl |
Schm |
Schn |
Scho |
Schp |
Schr |
Schs |
Scht |
Schu |
Schv |
Schw |
Schy
 
Scheb |
Schec |
Sched |
Schee |
Schef |
Scheg |
Scheh |
Schei |
Schej |
Schek |
Schel |
Schem |
Schen |
Schep |
Scher |
Sches |
Schet |
Scheu |
Schev |
Schew |
Schex |
Schey
Die Liste der Biografien führt alle Personen auf, die in der deutschsprachigen Wikipedia einen Artikel haben. Dieses ist eine Teilliste mit 550 Einträgen von Personen, deren Namen mit den Buchstaben „Scher“ beginnt.

## Scher
- Scher, Addai (1867–1915), Orientalist und Bischof der Chaldäisch-Katholischen Kirche
- Scher, Giovanni (1915–1992), italienischer Ruderer
- Scher, Julia (* 1954), US-amerikanische Künstlerin
- Scher, Paula (* 1948), US-amerikanische Graphikdesignerin
- Scher, Peter (1880–1953), deutscher Schriftsteller und Journalist

### Schera
- Scheraga, Harold A. (1921–2020), US-amerikanischer Chemiker
- Scherak, Nikolaus (* 1986), österreichischer Politiker (NEOS), Abgeordneter zum NationalratNikolaus Scherak (* 1986)

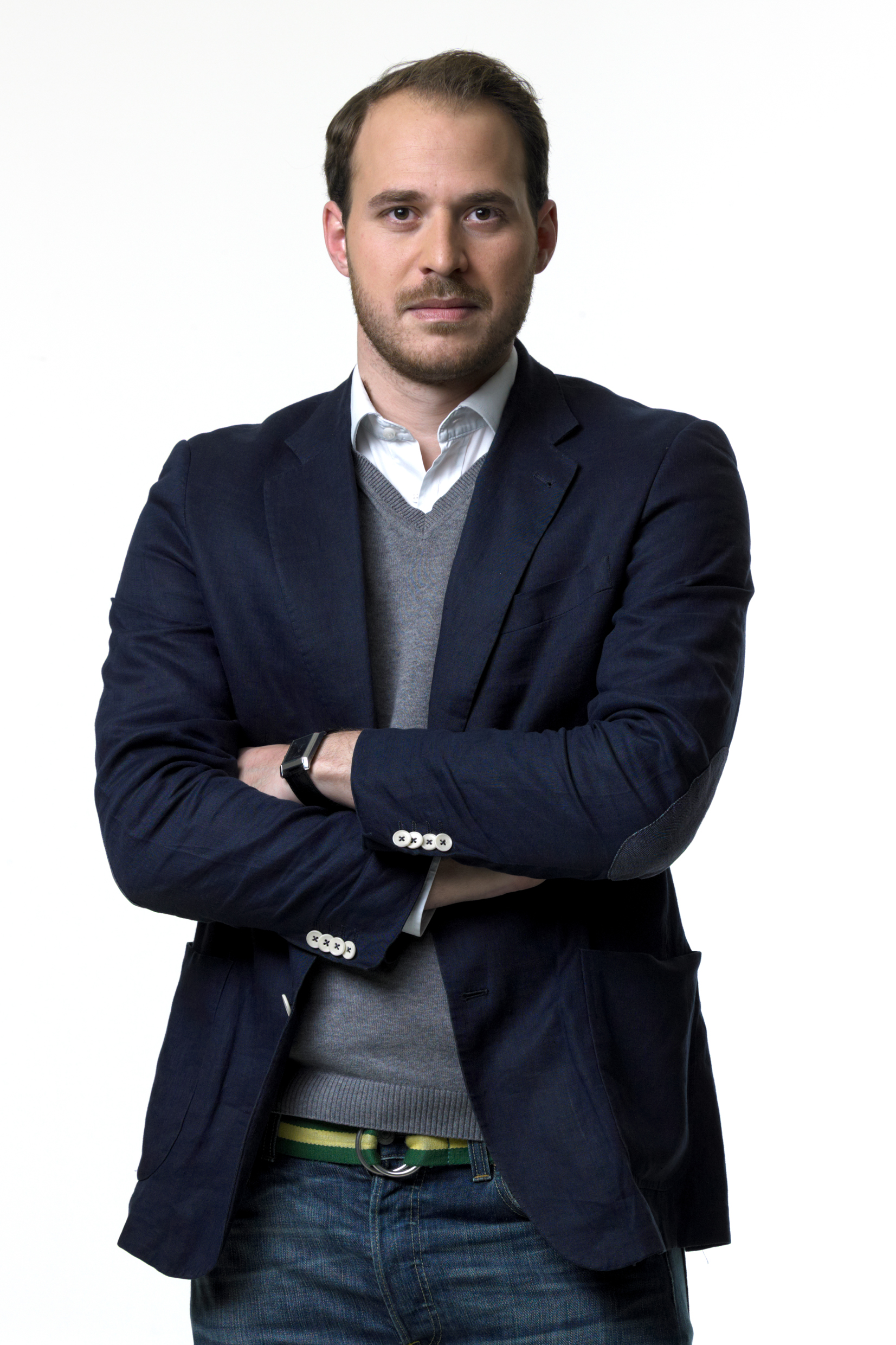
Nikolaus Scherak (* 1986)

- Scherau, Walter (1903–1962), deutscher Volksschauspieler und Hörspielsprecher

### Scherb
- Scherb, Armin (* 1953), deutscher Politikwissenschaftler und -didaktiker
- Scherb, Brigitte (* 1954), deutsche Juristin und Präsidentin des Deutschen LandFrauenverbandes
- Scherb, Émile, französischer Kunstturner
- Scherb, Jakob Albert (1839–1908), Schweizer Jurist, Thurgauer Stände- und Nationalrat, sowie Bundesanwalt
- Scherb, Jakob Christoph (1736–1811), Schweizer Politiker
- Scherb, Martin (* 1969), österreichischer Fußballspieler und -trainer
- Scherb, Ute (1963–2024), deutsche Historikerin
- Scherb, Walter (* 1965), österreichischer Politiker (FPÖ), Mitglied des Bundesrates
- Scherbakov, Konstantin (* 1963), russischer Pianist
- Scherbakowa, Irina (* 1949), russische Germanistin und KulturwissenschaftlerinIrina Scherbakowa (* 1949)

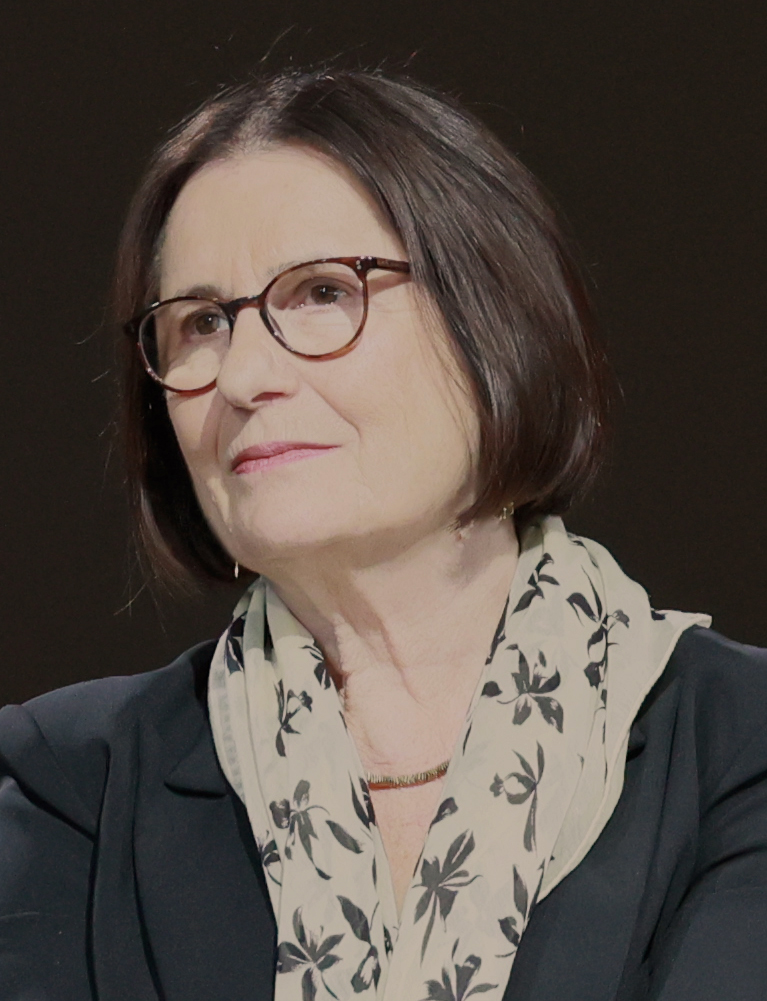
Irina Scherbakowa (* 1949)

- Scherban, Alexander (1886–1964), österreichischer Maler
- Scherbart, Hans (1905–1993), deutscher Hockeyspieler
- Scherbarth, Dieter (1939–2022), deutscher Fußballspieler und -trainer
- Scherbarth, Eva (* 1929), deutsche Autorin und Illustratorin von Kinderbüchern
- Scherbarth, Günter (1930–2000), deutscher Grafiker, Maler und Hochschullehrer
- Scherbarth, Karl (1837–1886), deutscher Theaterschauspieler und -intendant
- Scherbarth, Tobias (* 1985), deutscher Stabhochspringer
- Scherbatskoy, Serge Alexander (1908–2002), US-amerikanischer Erfinder
- Scherbaum, Adolf (1909–2000), böhmischer Trompeter und Hochschullehrer
- Scherbaum, Adolf (1931–2003), österreichischer Komponist
- Scherbaum, Anna (* 1968), deutsche Kunsthistorikerin
- Scherbaum, Frank (* 1953), deutscher Seismologe
- Scherbaum, Gustav (1906–1991), österreichischer Politiker (SPÖ), Bürgermeister von Graz
- Scherbaum, Horst (1925–1996), deutscher Fußballspieler
- Scherbaum, Hugo (1872–1947), österreichischer Politiker (GDVP), Landtagsabgeordneter
- Scherbaum, Michael (1937–2021), deutscher Baumeister
- Scherbaum, Norbert (* 1957), österreichischer Anwalt
- Scherbaum, Norbert (* 1961), deutscher Psychiater und Hochschullehrer
- Scherbaum, Ralf (* 1973), deutscher Fußballtorhüter
- Scherbe, Jörg (* 1977), deutscher Fußballspieler
- Scherbe, Philipp (1553–1605), Schweizer Mediziner und Philosoph
- Scherbeck, Johannes (1553–1633), Arzt
- Scherbel, Susanne (* 1983), deutsche Schauspielerin
- Scherbel, Uli (* 1970), deutscher Schauspieler und MusicaldarstellerUli Scherbel (* 1970)

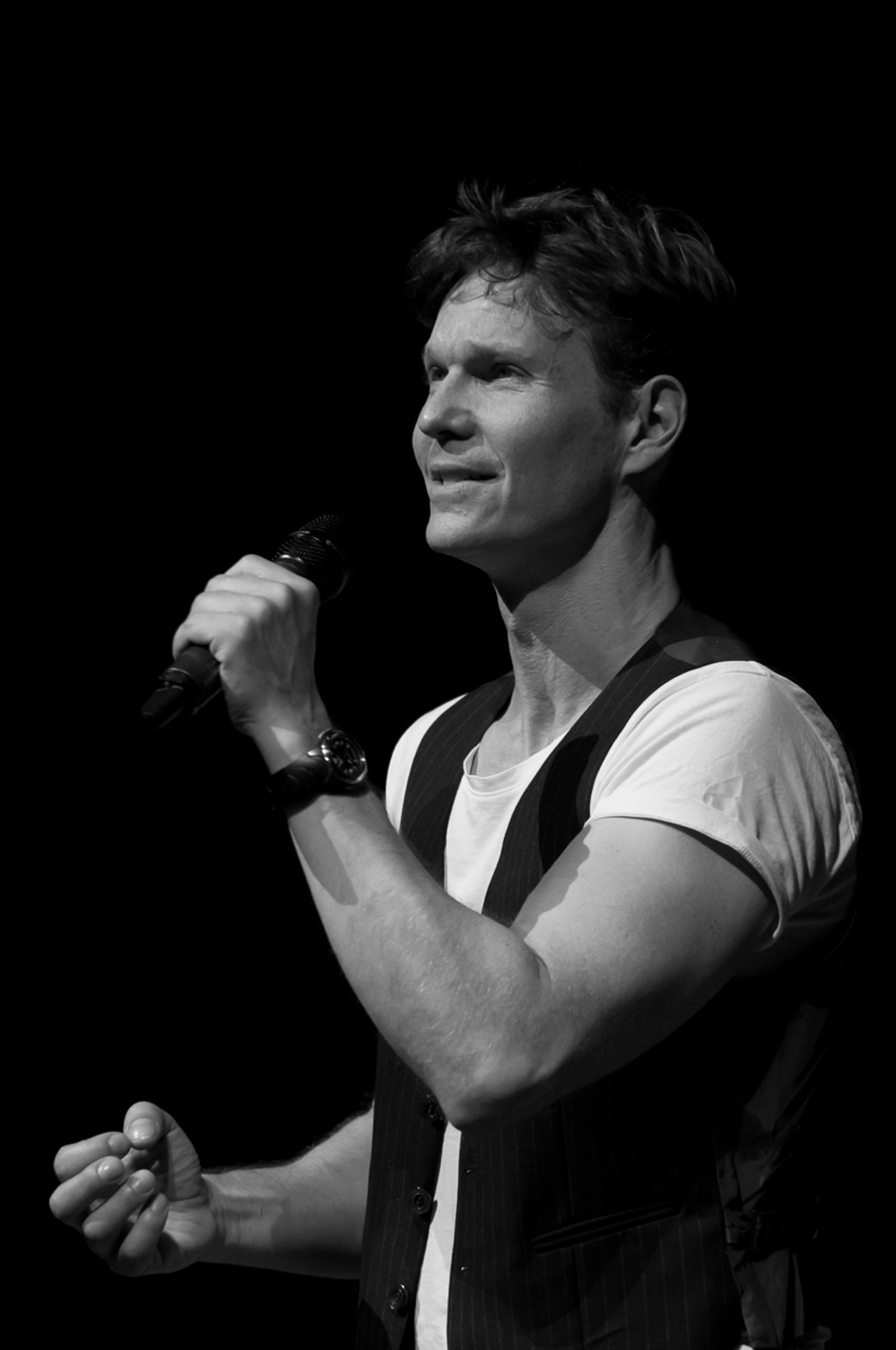
Uli Scherbel (* 1970)

- Scherbening, Hans-Joachim (1934–2014), deutscher Theaterschauspieler und Nachrichtensprecher
- Scherbening, Otto (1792–1859), preußischer Generalmajor und Kommandeur der 23. Infanterie-Brigade
- Scherbening, Otto von (1817–1878), preußischer Generalleutnant
- Scherbening, Walter (1861–1914), deutscher Offizier
- Scherber, Andreas (1893–1974), deutscher Politiker (SPD), MdL Bayern
- Scherber, Evelyn (* 1971), deutsche Designerin
- Scherber, Konrad (1886–1943), deutscher Komponist
- Scherber, Martin (1907–1974), deutscher Komponist
- Scherber, Peter (* 1939), deutscher Slawist, Literaturwissenschaftler und Übersetzer
- Scherberger, Rosemarie (1935–2016), deutsche Fechterin
- Scherberich, Klaus (* 1961), deutscher Althistoriker und Geschichtsdidaktiker
- Scherbius, Arthur (1878–1929), deutscher Erfinder und UnternehmerArthur Scherbius (1878–1929)

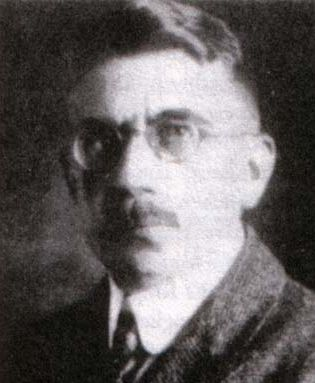
Arthur Scherbius (1878–1929)

- Scherbius, Johann Jacob Gottlieb (1728–1804), deutscher Lehrer
- Scherbius, Johann Justus (1762–1827), Richter und Politiker Freie Stadt Frankfurt

### Scherc
- Scherchen, Hermann (1891–1966), deutscher Dirigent

### Scherd
- Scherdel, Sigmund (1859–1936), deutscher Unternehmensgründer
- Scherder, Simon (* 1993), deutscher Fußballspieler
- Scherdew, Nikolai Olegowitsch (* 1984), russischer Eishockeyspieler
- Scherdin, Georg (1904–1975), deutscher Architekt und SD-Mitarbeiter

### Schere
- Scherebjatjewa, Anna Walerjewna (* 1997), russische Skilangläuferin
- Scherebtschenko, Dmitri Anatoljewitsch (* 1989), russischer Florettfechter
- Scherebuch, Jaroslaw (* 1993), ukrainischer Schachgroßmeister
- Scherebzow, Semjon Sergejewitsch (* 1992), russischer Eishockeyspieler
- Scherebzowa, Polina Wiktorowna (* 1985), russische Schriftstellerin und Dichterin
- Scheref, Abdur-Rahman (1853–1925), türkischer Historiker und Politiker
- Scherek, Jakob (1870–1927), deutscher Journalist, Schriftsteller und Staatsbeamter
- Scheremet, Pawel Grigorjewitsch (1971–2016), sowjetisch-belarussisch-russischer Radio-, Fernseh- und Internet-Journalist
- Scheremetew, Alexander Dmitrijewitsch (1859–1931), russischer Musikliebhaber, Dirigent und Mäzen
- Scheremetew, Boris Petrowitsch (1652–1719), russischer Generalfeldmarschall
- Scheremetew, Dmitri Nikolajewitsch (1803–1871), russischer Kammerherr und Wohltäter
- Scheremetew, Nikolai Petrowitsch (1751–1809), russischer Kammerherr, Direktor der Moskauer Adelsbank, Direktor der Kaiserlichen Theater und Mäzen
- Scheremetew, Pjotr Borissowitsch (1713–1788), russischer Kammerherr und Mäzen
- Scheremetew, Sergei Dmitrijewitsch (1844–1918), russischer Regierungsbeamter, Staats- und Geheimrat und Historiker
- Scheremetew, Wassili Borissowitsch (1622–1682), russischer Feldherr und Bojare
- Scheremetewa, Jekaterina Pawlowna (1849–1929), russische Hofdame und Historikerin
- Scherenbeck, Johannes († 1657), Priester und Abt des Klosters Loccum und des Klosters Hardehausen
- Scherenberg, Christian Friedrich (1798–1881), deutscher Dichter
- Scherenberg, Ernst (1839–1905), deutscher lyrischer Dichter
- Scherenberg, Fritz von (1858–1928), deutscher Verwaltungsjurist in Preußen; Landrat, Polizeipräsident in Frankfurt am Main, Regierungspräsident in Koblenz
- Scherenberg, Hans (1910–2000), deutscher Automobilkonstrukteur
- Scherenberg, Hermann (1826–1897), deutscher Maler, Illustrator und Karikaturist
- Scherenberg, Michaele (* 1950), deutsche Filmemacherin, TV-Moderatorin, Fernseh-Redakteurin, Motivationstrainerin und Märchenerzählerin
- Scherenberger, Peter II. († 1658), deutscher Zisterzienserabt
- Scherens, Jef (1909–1986), belgischer Radrennfahrer
- Scherer García, Julio (1926–2015), mexikanischer Journalist und Verleger
- Scherer, Adolf (1938–2023), tschechoslowakischer Fußballspieler
- Scherer, Agnes (* 1985), deutsche Künstlerin
- Scherer, Alexander (* 1945), deutscher Filmregisseur und Drehbuchautor
- Scherer, Alexander Nicolaus (1772–1824), deutsch-russischer Chemiker
- Scherer, Alfons (1885–1964), preußischer Verwaltungsjurist, Regierungspräsident in Sigmaringen
- Scherer, Alfredo Vicente (1903–1996), brasilianischer Geistlicher, Erzbischof von Porto Alegre und Kardinal der römisch-katholischen Kirche
- Scherer, Andreas, deutscher Skispringer
- Scherer, Andreas (* 1967), deutscher evangelischer Theologe
- Scherer, Andreas Georg (* 1964), deutscher Betriebswirtschaftler
- Scherer, Anne (* 1977), deutsche Galeristin, Kuratorin, Kunstberaterin
- Scherer, Anton (1922–2015), österreichischer Autor und Literaturwissenschaftler
- Scherer, Anton (1925–2021), Schweizer Politiker (CVP)
- Scherer, August Heinrich (* 1887), deutscher Schriftsteller und nationalsozialistischer Funktionär
- Schérer, Barthélemy Louis Joseph (1747–1804), französischer General
- Scherer, Bee (* 1971), deutsche Person der Religionswissenschaft
- Scherer, Bernd (* 1961), deutscher Ringer
- Scherer, Bernd M. (* 1955), deutscher Volkskundler und Hochschullehrer
- Scherer, Bernie (1913–2004), US-amerikanischer American-Football-Spieler
- Scherer, Brigitte (* 1943), deutsche Reise- und Kulturjournalistin
- Scherer, Bruno Stephan (1929–2017), Schweizer Schriftsteller
- Scherer, Carl (1890–1953), Schweizer Gebrauchsgrafiker und Maler
- Scherer, Christian (1859–1935), deutscher Kunsthistoriker
- Scherer, Christina (* 1993), US-amerikanische Schauspielerin
- Scherer, Claudia (* 1954), deutschsprachige Autorin mit Mundarthintergrund
- Schérer, Edmond (1815–1889), französischer evangelischer Theologe, Literaturkritiker und Politiker
- Scherer, Elisabeth (1914–2013), deutsche Fernsehschauspielerin
- Scherer, Emil Clemens (1889–1970), deutscher Geistlicher
- Scherer, Erika (* 1958), österreichische Autorin
- Scherer, Fabio (* 1999), Schweizer AutorennfahrerFabio Scherer (* 1999)

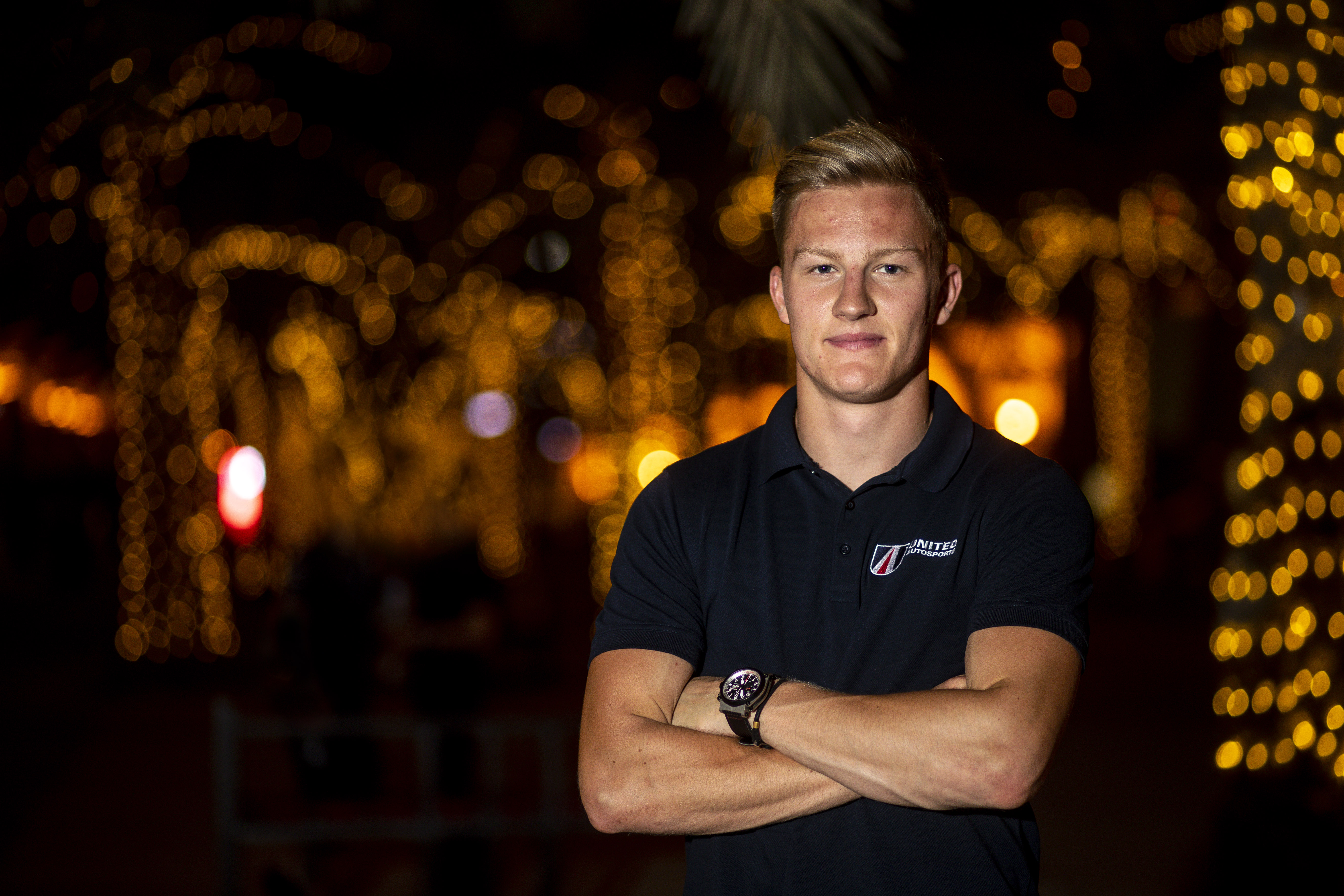
Fabio Scherer (* 1999)

- Scherer, Fernando (* 1974), brasilianischer Schwimmer
- Scherer, Frank (* 1963), deutscher Politiker; Landrat des Ortenaukreises
- Scherer, Freddy (* 1960), deutscher Ringer
- Scherer, Friedrich (1922–1977), deutscher Politiker (SPD), MdBB
- Scherer, Fritz (1903–1988), deutscher Vagabund, Wanderer, Hüttenwart, Anarchist
- Scherer, Fritz (1940–2025), deutscher Fußballfunktionär, Betriebswirtschaftler, Ehren-Vizepräsident des FC Bayern München
- Scherer, Gabriela (* 1963), Schweizer Germanistin
- Scherer, Gabriela (* 1981), Schweizer Opernsängerin (Mezzosopran)Gabriela Scherer (* 1981)

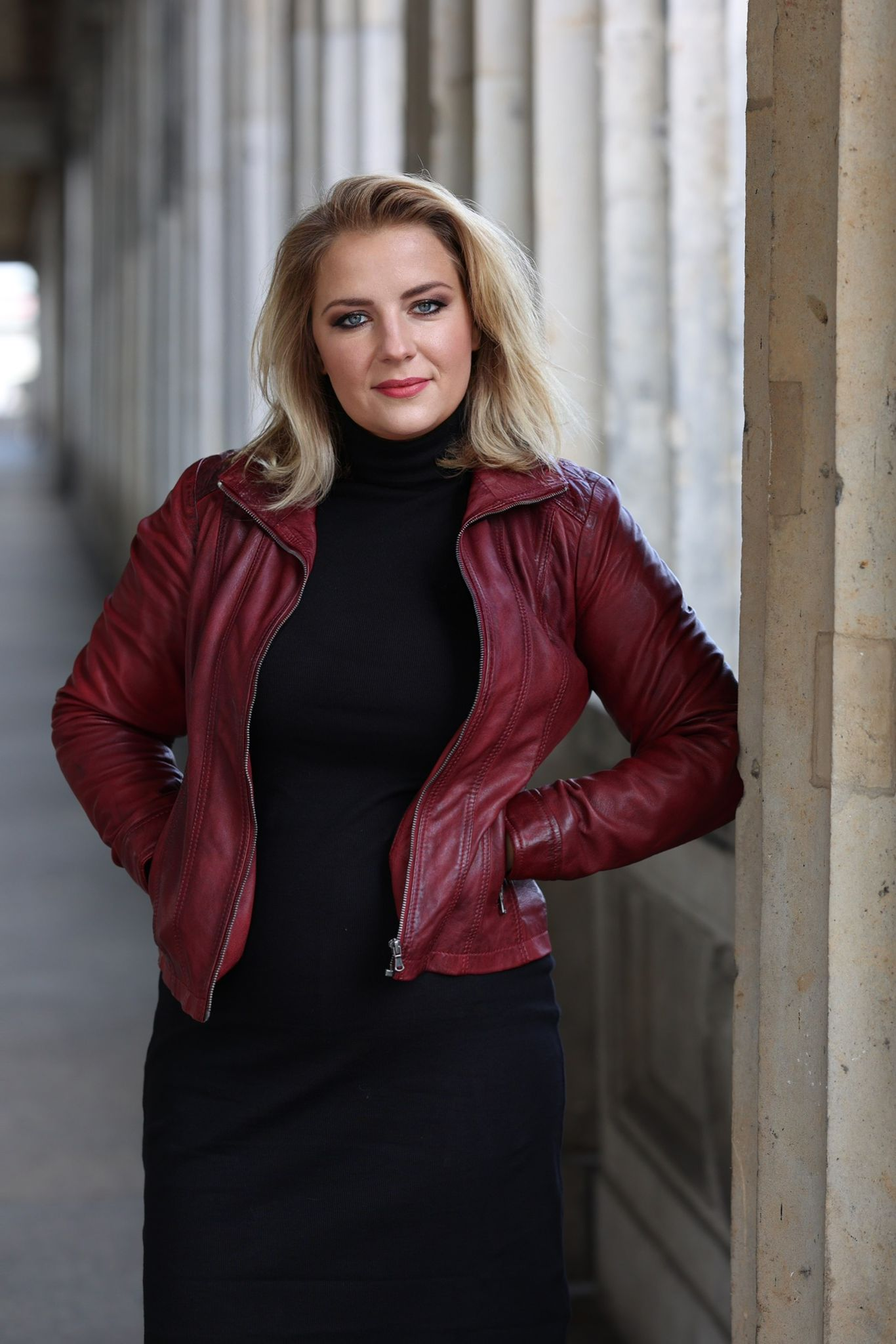
Gabriela Scherer (* 1981)

- Scherer, Georg († 1528), österreichischer Franziskaner; protestantischer Märtyrer
- Scherer, Georg (1540–1605), Jesuit und Gegenreformator
- Scherer, Georg (1824–1909), deutscher Schriftsteller und Herausgeber von Volksliedern, Fabeln, Sprüchen und Rätseln
- Scherer, Georg (1865–1920), Landtagsabgeordneter Volksstaat Hessen
- Scherer, Georg (1906–1985), deutscher Kommunist und erster Lagerältester im KZ Dachau
- Scherer, Georg (1928–2012), deutscher Philosoph
- Scherer, Gerhard (1892–1944), deutscher Zisterzienser, Opfer des Nationalsozialismus
- Scherer, Gordon H. (1906–1988), US-amerikanischer Politiker (Republikanische Partei)
- Scherer, Günther (1901–1982), deutscher Anglist und Sprachwissenschaftler
- Scherer, Hans (1938–1998), deutscher Journalist und Schriftsteller
- Scherer, Hans Christoph (1582–1632), deutscher Amtmann und Diplomat
- Scherer, Hans Joachim (1906–1945), deutscher Neuropathologe
- Scherer, Helmut (* 1934), deutscher Karnevalist
- Scherer, Helmut (* 1955), deutscher Kommunikationswissenschaftler
- Scherer, Herbert (1929–2018), deutscher Philologe, Gymnasiallehrer, WSC-Funktionär und Studentenhistoriker
- Scherer, Hermann (1893–1927), deutsch-schweizerischer Maler und Bildhauer
- Scherer, Hermann (1914–1993), deutscher Kommunalpolitiker und Landrat
- Scherer, Hermann (* 1964), deutscher Autor, Unternehmer und VortragsrednerHermann Scherer (* 1964)

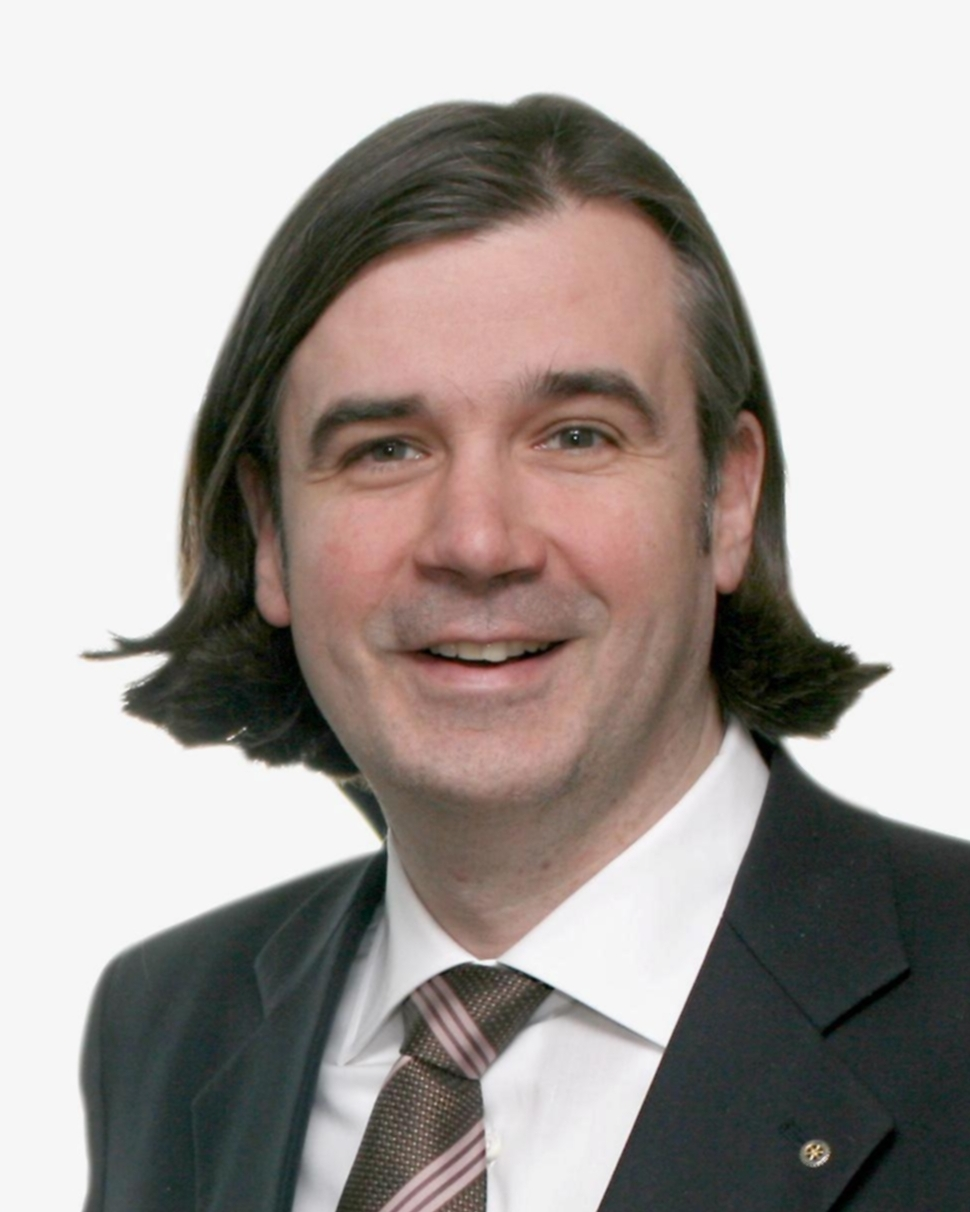
Hermann Scherer (* 1964)

- Scherer, Inge (* 1962), deutsche Rechtswissenschaftlerin und Hochschullehrerin
- Scherer, Irineu Roque (1950–2016), brasilianischer Geistlicher, römisch-katholischer Bischof
- Scherer, Isabella (* 1996), brasilianische Schauspielerin
- Scherer, Jacob (1817–1890), Jurist, Reichstagsabgeordneter
- Scherer, Jacques (1912–1997), französischer Romanist, Literaturwissenschaftler und Hochschullehrer
- Scherer, Jakob (1931–1970), Schweizer Radrennfahrer
- Schérer, Jean Benoît (1741–1824), französischer Jurist, Historiker, Topograph, Diplomat und Freimaurer
- Scherer, Jiri (* 1970), Schweizer Sachbuchautor, Unternehmer und Vortragsredner
- Scherer, Johann, deutscher Komponist und Flötist
- Scherer, Johann Andreas (1755–1844), böhmischer Naturforscher und Hochschullehrer
- Scherer, Johann Baptist (1869–1910), deutscher Landschafts- und Porträtmaler
- Scherer, Johann Jakob (1825–1878), Schweizer Politiker
- Scherer, Johann Joseph von (1814–1869), deutscher Chemiker
- Scherer, Johannes (1664–1722), deutscher Instrumentenbauer
- Scherer, Johannes (* 1973), deutscher Radio- und Fernsehmoderator und ComedianJohannes Scherer (* 1973)

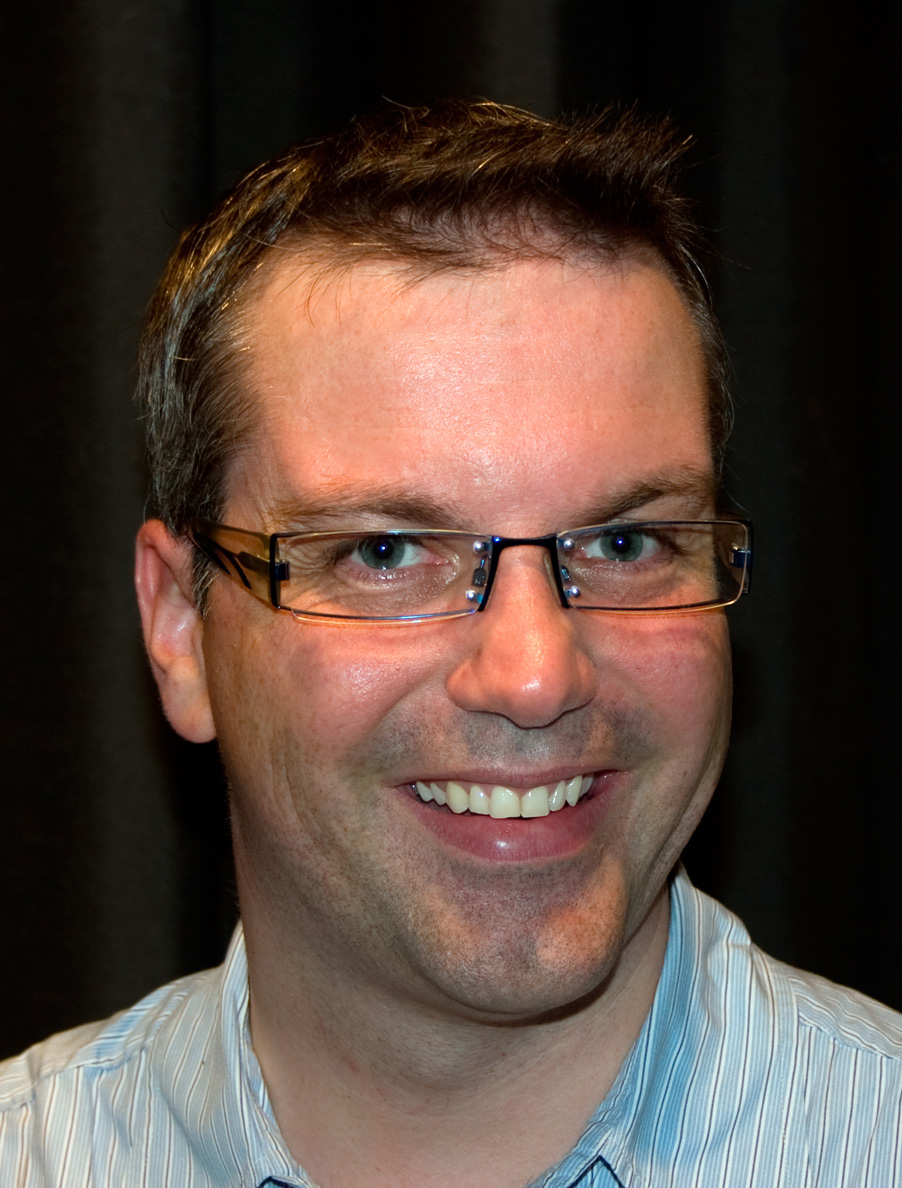
Johannes Scherer (* 1973)

- Scherer, Johannes Paul (1957–2003), deutscher Schriftsteller, Autor und Lehrer
- Scherer, Josef (1791–1854), Schweizer Mediziner und Politiker
- Scherer, Josef (* 1882), deutscher Architekt
- Scherer, Joseph (1776–1829), deutscher Orientalist, Buchhändler und Bibliothekar
- Scherer, Joseph (1814–1891), deutscher Maler und Glasmaler
- Scherer, Joseph (1892–1974), deutscher Manager und Politiker
- Scherer, Karl (1862–1931), Landtagsabgeordneter Großherzogtum Hessen
- Scherer, Karl Adolf (1929–2008), deutscher Sportpublizist
- Scherer, Karl Anton (1831–1905), deutscher evangelischer Pfarrer, Publizist, Persönlichkeit der Diakonie
- Scherer, Karlheinz (1929–2008), deutscher Maler, Zeichner und Graphiker
- Scherer, Katiann (* 1991), US-amerikanische Handball- und Beachhandballspielerin
- Scherer, Katrin (* 1977), deutsche Jazz-Musikerin
- Scherer, Klaus (* 1958), deutscher Fußballtorhüter und -trainer
- Scherer, Klaus (* 1961), deutscher Fernsehjournalist, Buchautor und Dokumentarfilmer
- Scherer, Klaus-Jürgen (* 1956), deutscher Redakteur und Publizist
- Scherer, Kurt (1938–2023), deutscher evangelisch-methodistischer Theologe, Radioredakteur, Seelsorger und Autor christlicher Literatur
- Scherer, Lígia Maria (* 1951), brasilianische Diplomatin
- Scherer, Lucy (* 1981), deutsche Musicaldarstellerin, Sängerin und SchauspielerinLucy Scherer (* 1981)

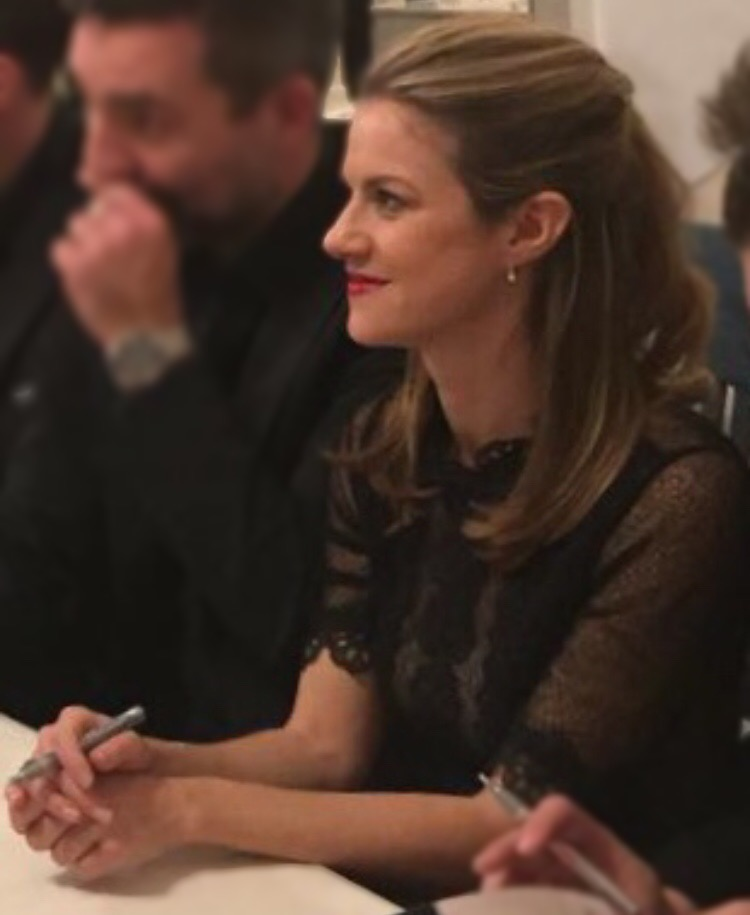
Lucy Scherer (* 1981)

- Scherer, Luisa (* 2001), deutsche Handballspielerin
- Scherer, Manfred (* 1951), deutscher Jurist und Politiker (CDU), MdL
- Scherer, Marcel (* 1952), Schweizer Politiker
- Scherer, Maria (1902–1981), deutsche Politikerin (CDU), MdL
- Scherer, Maria Anna (1846–1921), österreichische Benediktineräbtissin
- Scherer, Maria Theresia (1825–1888), Ordensschwester, Generaloberin
- Scherer, Marie Luise (1903–1980), deutsche Malerin und Illustratorin von Kinderbüchern
- Scherer, Marie-Luise (1938–2022), deutsche Schriftstellerin und Journalistin
- Scherer, Markus (* 1962), deutscher Ringer
- Scherer, Martin (* 1972), deutscher Wissenschaftler und Allgemeinmediziner
- Scherer, Nora (* 2005), deutsche Fußballspielerin
- Scherer, Norbert (1943–2020), deutscher Filmarchitekt
- Scherer, Odilo Pedro (* 1949), brasilianischer Geistlicher und amtierender Erzbischof von São PauloOdilo Pedro Scherer (* 1949)

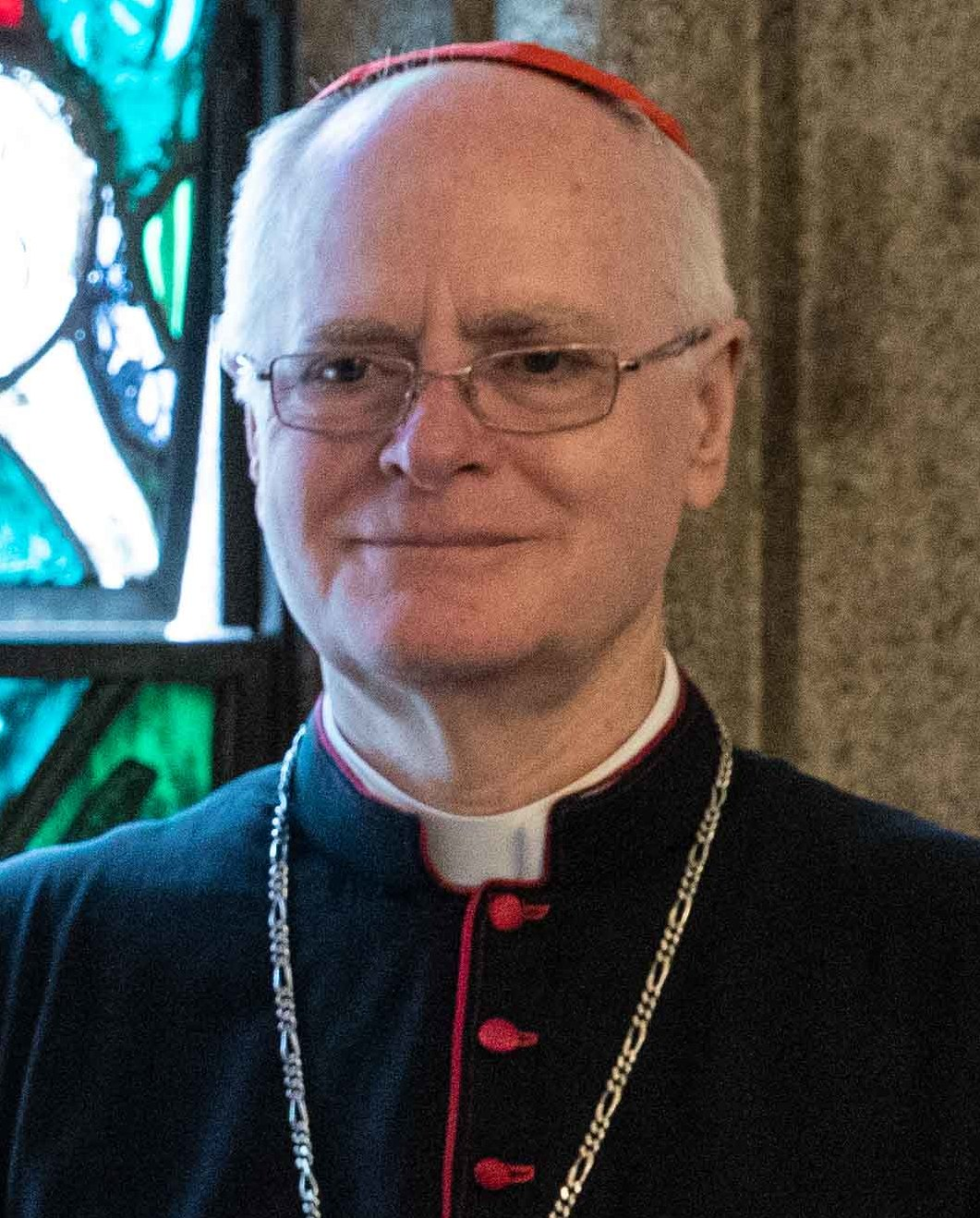
Odilo Pedro Scherer (* 1949)

- Scherer, Otto J. (1933–2024), deutscher Chemiker
- Scherer, Paul (1876–1940), deutscher Kommunalpolitiker und Oberbürgermeister der Stadt Tuttlingen (1908–1938)
- Scherer, Paul-Albert (1918–2014), deutscher Offizier, Leiter des Militärischen Abschirmdienstes
- Scherer, Peter (1869–1922), deutscher Fotograf
- Scherer, Peter (1898–1977), deutscher Landrat
- Scherer, Peter (1943–2022), deutscher marxistischer Historiker
- Scherer, Peter (* 1953), Schweizer Musiker
- Scherer, Petra (* 1970), deutsche Politikerin (SPD), MdL
- Scherer, Reinhard (* 1948), deutscher Bildhauer
- Schérer, René (1922–2023), französischer Philosoph
- Scherer, Rip (* 1952), US-amerikanischer American-Football-Trainer
- Scherer, Robert (1900–1967), deutscher Eisenhütteningenieur
- Scherer, Robert (1904–1997), deutscher Theologe, Philosoph und Lektor
- Scherer, Robert (* 1928), italienischer Bildhauer, Maler, Grafiker und Glaskünstler (Südtirol)
- Scherer, Rosa (1866–1926), österreichische Blumen- und Landschaftsmalerin
- Scherer, Rudolf von (1845–1918), österreichischer Kirchenrechtler
- Scherer, Sebastian Anton (1631–1712), Organist am Ulmer Münster und Komponist
- Scherer, Siegfried (* 1955), deutscher Biologe, Professor für Mikrobiologe, Kreationist
- Scherer, Sophie von (1817–1876), österreichische Schriftstellerin
- Scherer, Stefanie (* 1996), deutsche Biathletin
- Scherer, Stephen W. (* 1964), kanadischer Genetiker und Genomiker
- Scherer, Theodor (1889–1951), deutscher Generalleutnant im Zweiten WeltkriegTheodor Scherer (1889–1951)

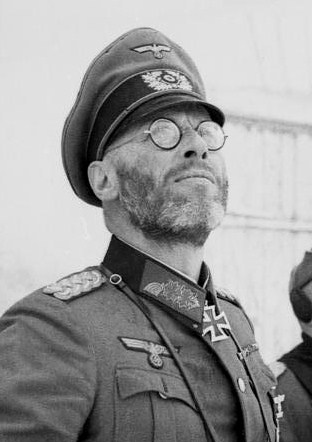
Theodor Scherer (1889–1951)

- Scherer, Uli (1953–2018), österreichischer Jazzmusiker
- Scherer, Ute (* 1963), deutsche Fußballspielerin
- Scherer, Victor Emil (1881–1941), Schweizer Politiker
- Scherer, Victoria (* 1992), deutsche Schauspielerin
- Scherer, Werner (1928–1985), deutscher Journalist und Politiker (CVP, CDU), MdL
- Scherer, Wilhelm (1841–1886), österreichischer GermanistWilhelm Scherer (1841–1886)

Wilhelm Scherer (1841–1886)

- Scherer, Wilhelm (1866–1914), preußischer Landrat
- Scherer, Wingolf (1924–2022), deutscher Offizier der Wehrmacht, Lehrer und Autor
- Scherer-Boccard, Theodor (1816–1885), Schweizer Publizist, Verleger und Politiker
- Schererbauer, Thomas (* 1972), österreichischer Politiker (FPÖ), Mitglied des Bundesrats
- Scherers, Bernd (* 1953), deutscher Kirchenmusiker und Hochschullehrer
- Scherertz, Sigismund (1584–1639), deutscher evangelischer Geistlicher, und Schriftsteller
- Scheres, Ben (* 1960), niederländischer Entwicklungsbiologe
- Schereschewskaja, Rena (* 1954), russische Pianistin
- Schereschewski, Michail (* 1950), russisch-bulgarischer Schachspieler und -trainer sowie Buchautor belarussischer Herkunft
- Schereschewski, Solomon Weniaminowitsch (1886–1958), russischer Journalist und Gedächtniskünstler
- Schereschewsky, Joseph (1831–1906), anglikanischer Bischof von Shanghai
- Scheretnebti, ägyptische Prinzessin der 5. Dynastie

### Scherf
- Scherf, Alois (1897–1965), deutscher Jurist und Politiker (CDU), MdL
- Scherf, Dagmar (* 1942), deutsche Schriftstellerin und Journalistin
- Scherf, Dieter, deutscher Ingenieur und Jazzmusiker
- Scherf, Ekaterina (1896–1983), österreichische Dirigentin
- Scherf, Elias (* 2003), österreichischer Fußballspieler
- Scherf, Eva (* 1946), deutsche Germanistin
- Scherf, Ferdinand (* 1943), deutscher Lehrer und Historiker
- Scherf, Franz Josef (1865–1929), Arzt und Kurdirektor in Bad Orb (1905–1929), Abgeordneter des Provinziallandtages in Kassel (1926–1929), Kommunikator und Förderer des Heilbades Orb
- Scherf, Harald (1933–2008), deutscher Wirtschaftswissenschaftler, Statistiker und Hochschullehrer
- Scherf, Helmut (1926–2008), deutscher Kunsthistoriker
- Scherf, Henning (* 1938), deutscher Politiker (SPD), MdBBHenning Scherf (* 1938)

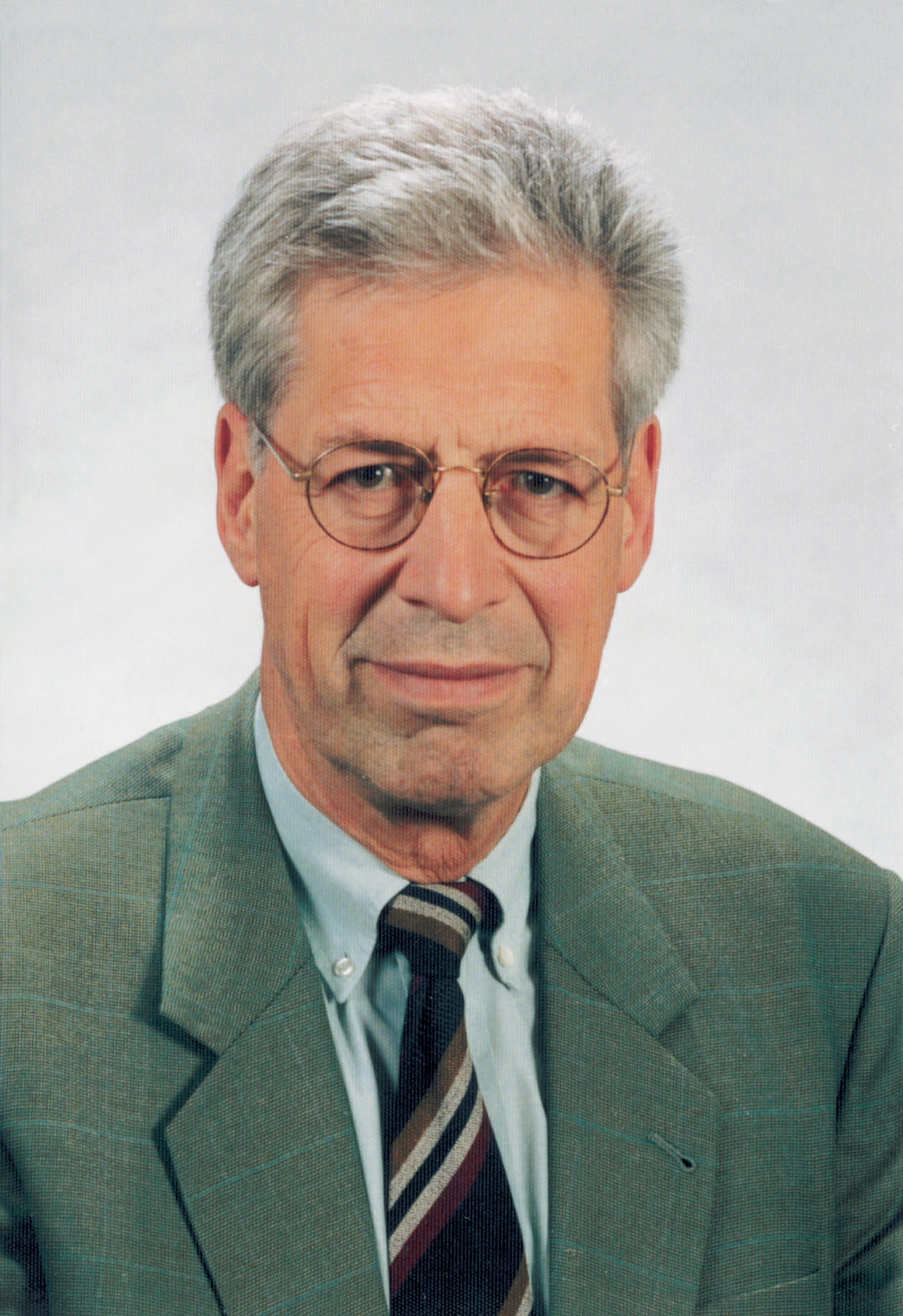
Henning Scherf (* 1938)

- Scherf, Hilmar (1861–1951), Landtagsabgeordneter Freistaat Sachsen-Meiningen
- Scherf, Holger (* 1958), deutscher Diplomat
- Scherf, Jens Marco (* 1974), deutscher Politiker (Bündnis 90/Die Grünen) und Landrat
- Scherf, Kurt von (1866–1942), bayerischer Oberst und Ritter des Militär-Max-Joseph-Ordens
- Scherf, Lindsey (* 1986), US-amerikanische Langstreckenläuferin
- Scherf, Margaret (1908–1979), US-amerikanische Schriftstellerin
- Scherf, Ullrich, deutscher Makromolekularchemiker
- Scherf, Uwe (* 1957), deutscher Jurist, Rechtsjournalist und Autor
- Scherf, Walter (1920–2010), deutscher Kinderliteratur-, Jugendliteratur- und Märchenforscher
- Scherf, Wolfgang (* 1956), deutscher Volkswirtschaftler
- Scherfer, Erhard (* 1960), deutscher Fernsehmoderator und Redakteur
- Scherfer, Peter (1945–2008), deutscher Romanist und Sprachwissenschaftler
- Scherff, Brandon (* 1991), US-amerikanischer American-Football-SpielerBrandon Scherff (* 1991)

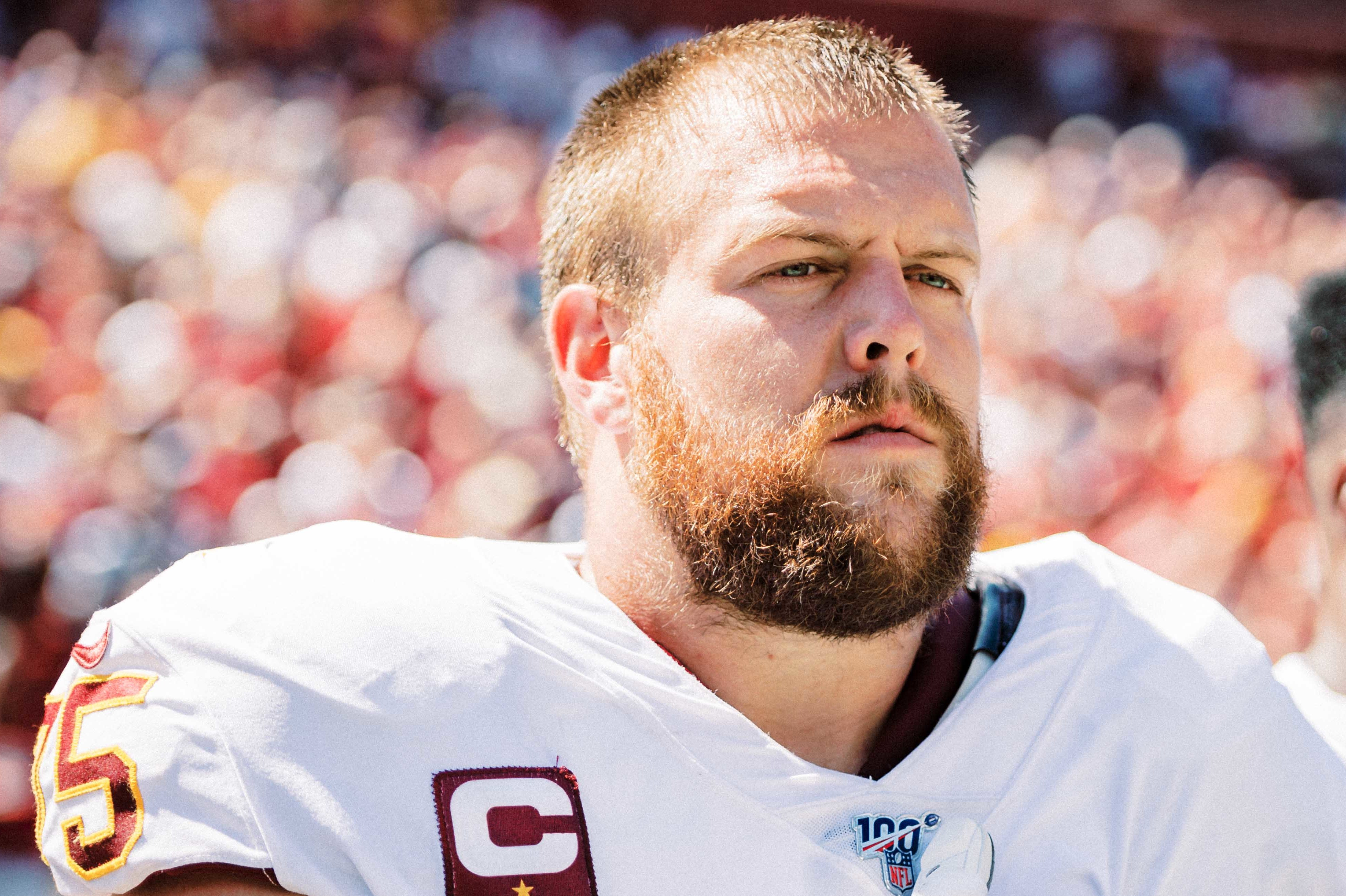
Brandon Scherff (* 1991)

- Scherff, Friedrich Julius (1920–2012), deutscher Maler des abstrakten Expressionismus und Informel
- Scherff, Lukas (* 1996), deutscher Fußballspieler
- Scherff, Theodor (1857–1930), Pionier der Kinematographie, Schausteller und Unternehmer
- Scherff, Viola (* 1980), deutsche Synchronsprecherin
- Scherff, Walter (1898–1945), deutscher Offizier und Militärhistoriker
- Scherff, Wilhelm von (1834–1911), preußischer General der Infanterie, Militärschriftsteller
- Scherffenberg, Bernhard von († 1513), österreichischer Adliger, Feldhauptmann und Landeshauptmann ob der Enns
- Scherffenstein, Martin Kinner von (1534–1597), deutscher Kirchenlieddichter
- Scherffer von Scherffenstein, Wenzel († 1674), deutscher Barockdichter und Übersetzer
- Scherffer, Karl (1716–1783), österreichischer Jesuit, Mathematiker, Astronom und Physiker
- Scherfig, Hans (1905–1979), dänischer Schriftsteller, Maler und Illustrator
- Scherfig, Lone (* 1959), dänische Regisseurin und DrehbuchautorinLone Scherfig (* 1959)

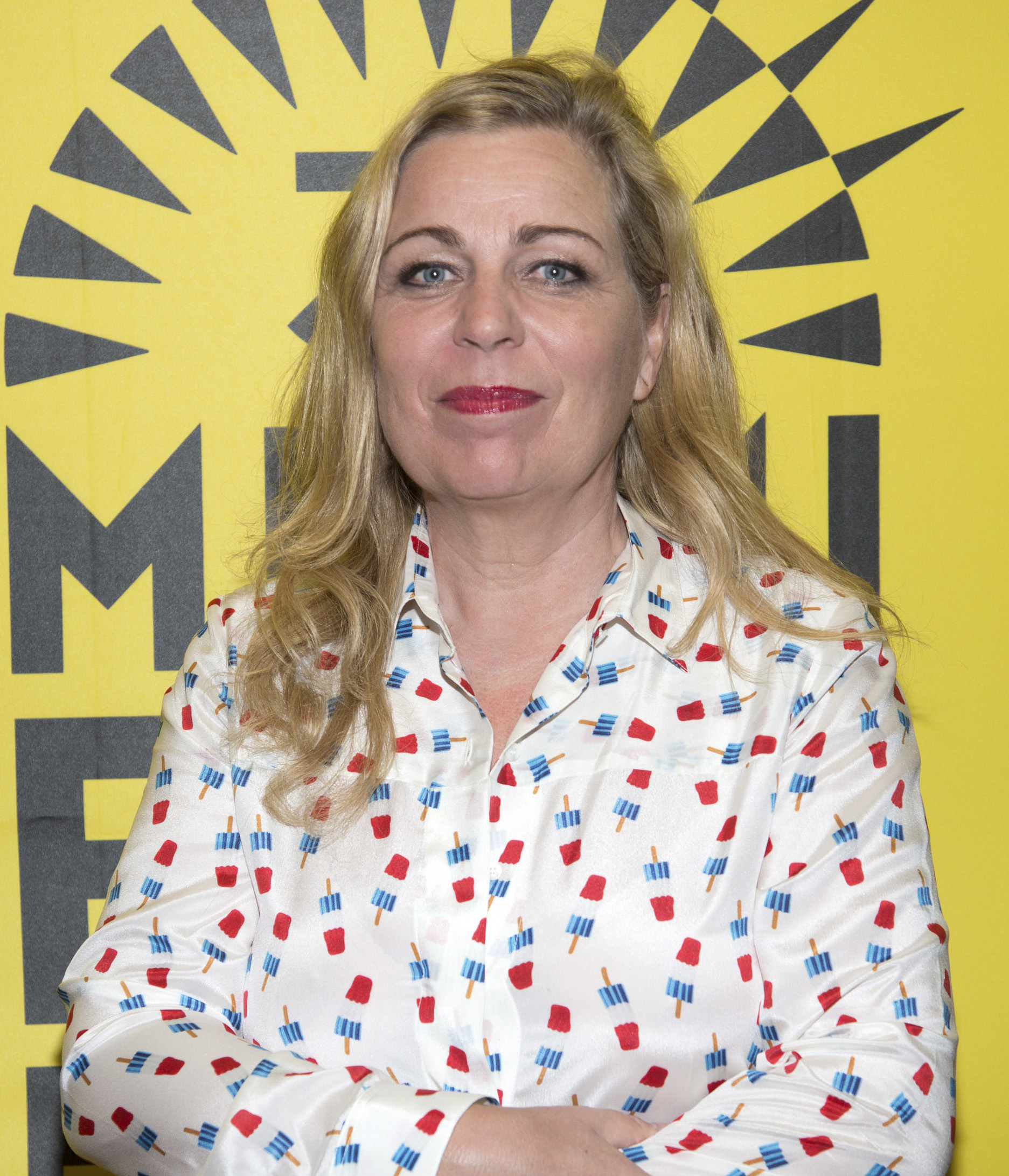
Lone Scherfig (* 1959)

- Scherfke, Friedrich (1909–1983), polnischer Fußballspieler für Polen, Vertriebener
- Scherfler, Pepi (1933–2010), österreichischer Musiker, Arrangeur und Komponist

### Scherg
- Scherg, Georg (1917–2002), rumäniendeutscher Lehrer und Schriftsteller
- Scherg, Leonhard (* 1944), deutscher Kommunalpolitiker und Heimatforscher
- Scherg, Traugott (1936–2017), deutscher Politiker (CSU)
- Schergaut, Teresa (* 1988), deutsche Schauspielerin

### Scherh
- Scherhag, Karl-Heinz (1936–2015), deutscher Politiker (CDU), MdB
- Scherhag, Ludwig (* 1953), deutscher Fußballspieler
- Scherhag, Richard (1907–1970), deutscher Meteorologe
- Scherhant, Derry (* 2002), deutscher Fußballspieler
- Scherhorn, Gerhard (1930–2018), deutscher Wirtschaftswissenschaftler und Hochschullehrer
- Scherhorn, Heinrich Gerhard (1897–1972), deutscher Offizier im Ersten und Zweiten Weltkrieg
- Scherhorn, Klaus (1927–2018), deutscher Unternehmer

### Scheri
- Scheri, altägyptischer Beamter
- Scheriau, Ferdinand Maks (1918–2012), deutscher Hochschullehrer, Architekt, Künstler, Schriftsteller und Philosoph
- Scheriau, Hans (1889–1939), österreichischer Politiker (NSDAP), MdR
- Scheriau, Melanie (* 1979), österreichisches Fotomodel und FernsehmoderatorinMelanie Scheriau (* 1979)

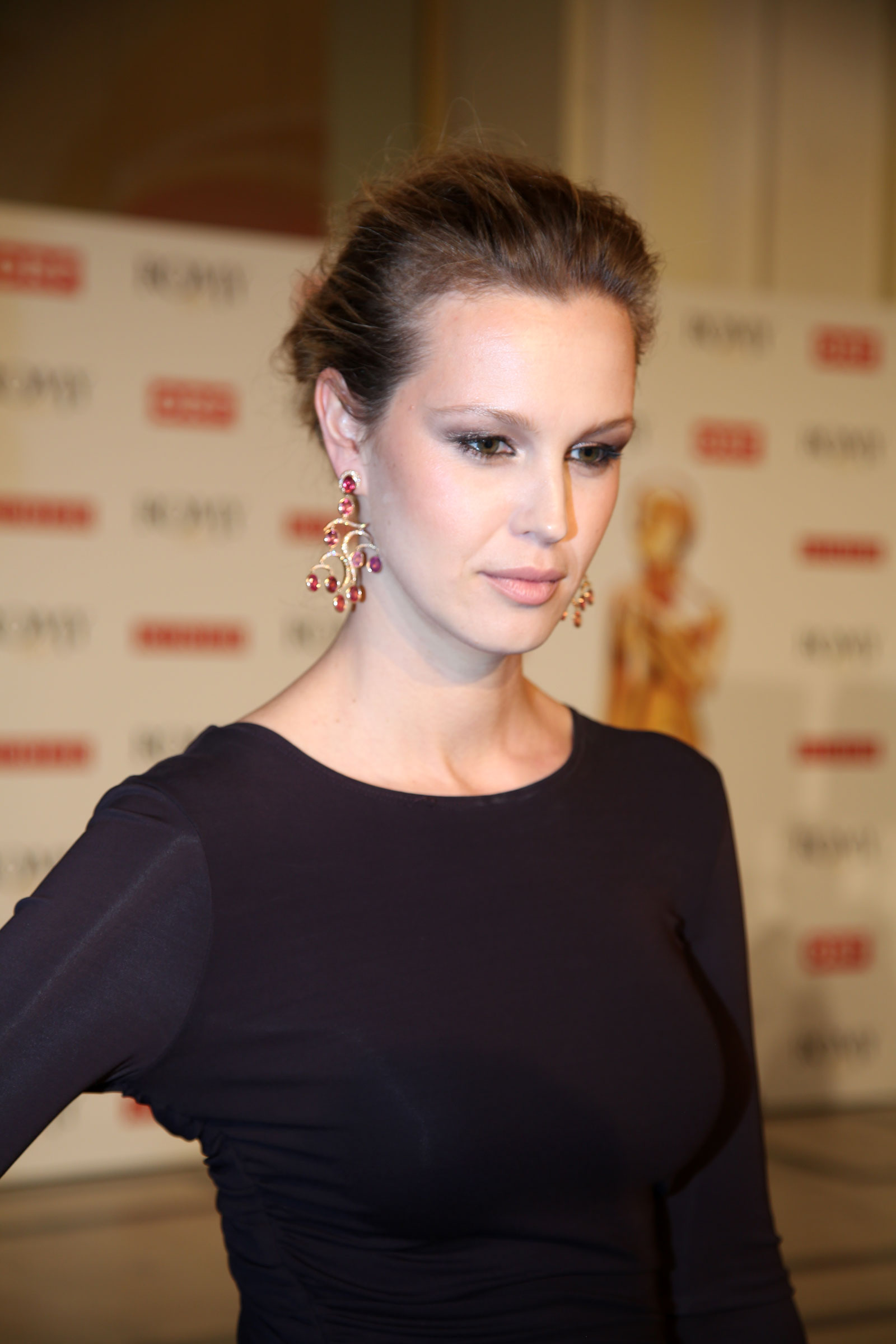
Melanie Scheriau (* 1979)

- Scherick, Edgar J. (1924–2002), US-amerikanischer Filmproduzent
- Schering, Arnold (1877–1941), deutscher Musikwissenschaftler und Musikkritiker
- Schering, Carl (1865–1924), deutscher Pädagoge, Mitglied der Oberschulbehörde und des Redaktionsausschusses der Lübeckischen Blätter
- Schering, Emil (1873–1951), deutscher Übersetzer und Herausgeber
- Schering, Ernst Christian Friedrich (1824–1889), deutscher Apotheker und Unternehmer in der Chemischen Industrie
- Schering, Ernst Christian Julius (1833–1897), deutscher Mathematiker
- Schering, Harald (1880–1959), deutscher Physiker, Erfinder der Scheringbrücke
- Schering, Karl (1854–1925), deutscher Physiker
- Schering, Richard (1859–1942), deutscher Apotheker und Industrieller
- Schering, Rudolf (1843–1901), deutscher Vizeadmiral der Kaiserlichen Marine
- Schering, Walther Malmsten (1883–1954), deutscher Offizier, Psychologe und Soziologe
- Scheringa, Dirk (* 1950), niederländischer Unternehmer, Bankier, Kunstsammler, Polizist und Politiker (CDA)
- Scheringer, Hans-Jürgen (1904–1942), deutscher Verwaltungsbeamter
- Scheringer, Johann (* 1936), deutscher Landwirt und Politiker (PDS, Die Linke), MdV, MdL
- Scheringer, Konrad (1938–2016), deutscher Politiker (SED, PDS), MdL
- Scheringer, Martin (* 1965), deutsch-schweizerischer Chemiker und Autor
- Scheringer, Richard (1904–1986), deutscher Offizier und Politiker (NSDAP, KPD, DKP), MdL
- Scheringer-Wright, Johanna (* 1963), deutsche Politikerin (DKP, PDS, Die Linke), MdL
- Scherira Gaon, Rabbiner in Babylon

### Scherk
- Scherk, Heinrich Ferdinand (1798–1885), deutscher Mathematiker und Astronom
- Scherk, Joël (1946–1980), französischer Physiker
- Scherk, Peter (1910–1985), deutsch-kanadischer Mathematiker
- Scherk, Peter (* 1963), deutscher Hundesportler
- Scherkamp, Jörg (1935–1983), deutscher Maler, Grafiker und Dichter
- Scherke, Felix (1892–1977), deutscher Psychologe
- Scherkl, Edgar (* 1961), deutscher Hundesportler

### Scherl
- Scherl, Anja (* 1986), deutsche Mittel- und Langstreckenläuferin
- Scherl, August (1849–1921), deutscher VerlegerAugust Scherl (1849–1921)

August Scherl (1849–1921)

- Scherl, Ludwig (1920–1999), deutscher Kommunalpolitiker
- Scherlag, Mark (1878–1962), österreichisch-israelischer Schriftsteller und Übersetzer
- Scherle, Barbara (* 1972), deutsche Journalistin und Fernsehmoderatorin
- Scherle, Gabriele (* 1952), deutsche evangelische Pröpstin für Rhein-Main
- Scherle, William J. (1923–2003), US-amerikanischer Politiker
- Scherleitner, Paula (1897–1978), österreichische Medizinerin
- Scherler, Karlheinz (1945–2007), deutscher Sportpädagoge und Hochschullehrer
- Scherliess, Volker (1945–2022), deutscher Musikwissenschaftler
- Scherlin, Johann Leonhard, deutscher Mediziner und Stadtphysikus in Bamberg
- Scherling, Christian (1812–1903), deutscher Pädagoge, Lehrbuchautor und Musikfunktionär
- Scherling, Christina (* 1940), schwedische Eisschnellläuferin
- Scherling, Ernst August (1859–1939), Geschäftsführer der Großeinkaufs-Gesellschaft Deutscher Consumvereine

### Scherm
- Scherm, Ewald (* 1960), deutscher Wirtschaftswissenschaftler
- Scherm, Gerd (* 1950), deutscher Schriftsteller
- Scherm, Karl (1904–1977), deutscher Fußballspieler
- Scherm, Reinhard (* 1937), deutscher Experimentalphysiker
- Schermadini, Giorgi (* 1989), georgischer Basketballspieler
- Schermaier, Martin (* 1963), österreichischer Rechtswissenschaftler und Rechtshistoriker
- Scherman, David E. (1916–1997), US-amerikanischer Fotograf und Journalist
- Scherman, Lucian (1864–1946), deutscher Indologe
- Scherman, Paul (1907–1996), kanadischer Geiger und Dirigent
- Scherman, Robert (1915–2000), US-amerikanischer Songwriter und Musikproduzent
- Schermann, Dietmar (* 1957), österreichischer Komponist
- Schermann, Dorothea, Nonne und Schreiberin in Basel
- Schermann, Henny (1912–1942), deutsche Verkäuferin und NS-Opfer
- Schermann, Josef (* 1952), österreichischer römisch-katholischer Theologe, Liturgiewissenschaftler, Religionspädagoge und Hochschullehrer
- Schermann, Karl (* 1950), deutscher Zeitungsjournalist und Autor
- Schermann, Max (1873–1929), deutscher Politiker
- Schermann, Rafael (* 1874), Graphologe und Hellseher
- Schermann, Reinhard (* 1943), deutscher Kommunalpolitiker (CDU)
- Schermann, Rudolf (* 1932), österreichischer römisch-katholischer Priester, Publizist und Herausgeber
- Schermann, Theodor Franz Joseph (1878–1922), deutscher katholischer Theologe und Kirchenhistoriker
- Schermbrucker, Bill (1938–2019), kanadischer Schriftsteller, Hochschullehrer und Literaturkritiker
- Schermer, Cornelis Albertus Johannes (1824–1915), niederländischer Pferdemaler und Radierer
- Schermer, Eva-Maria (* 1946), deutsche Richterin und Präsidiumsmitglied am Bundespatentgericht
- Schermer, Gerlinde (* 1956), deutsche Politikerin (SPD), MdA
- Schermer, Jules (1908–1996), US-amerikanischer Filmproduzent
- Schermer, Paul (* 2004), österreichischer Fußballspieler
- Schermer, Siegmund (1886–1974), deutscher Veterinärmediziner in Göttingen
- Schermerhorn Astor, Caroline (1830–1908), Grand Dame der New Yorker und Newporter GesellschaftCaroline Schermerhorn Astor (1830–1908)

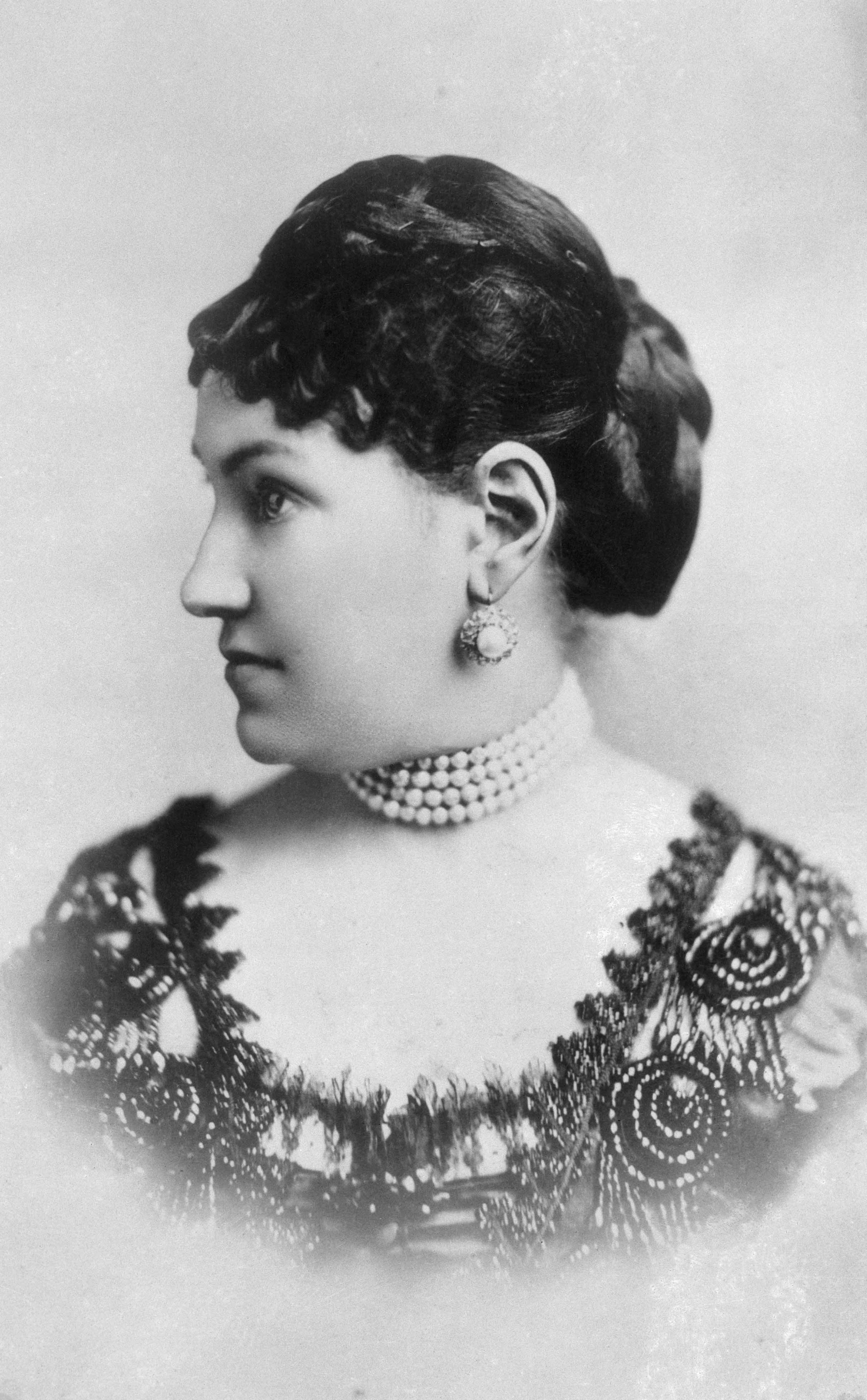
Caroline Schermerhorn Astor (1830–1908)

- Schermerhorn Murphy, Sarah (* 1988), US-amerikanische Volleyballspielerin
- Schermerhorn, Abraham M. (1791–1855), US-amerikanischer Politiker
- Schermerhorn, Kenneth (1929–2005), US-amerikanischer Dirigent
- Schermerhorn, Richard A. (1903–1991), US-amerikanischer Soziologe und Hochschullehrer
- Schermerhorn, Simon J. (1827–1901), US-amerikanischer Politiker
- Schermerhorn, Willem (1894–1977), niederländischer Geodät, Kartograf, Techniker und Politiker (Ministerpräsident 1945–1946)
- Schermi, Michael (* 1984), italienischer Schauspieler, Drehbuchautor, Filmregisseur und Filmproduzent
- Schermuly, Peter (1927–2007), deutscher Maler
- Schermuly, Ralf (1942–2017), deutscher Film-, Theater- und Fernsehschauspieler sowie Synchronsprecher
- Schermutzki, Claudia (* 1962), deutsche Schauspielerin, Synchron- und Hörspielsprecherin
- Schermutzki, Manfred (1933–1989), deutscher Schauspieler, Hörspiel- und Synchronsprecher

### Schern
- Schernack, Michael (1622–1675), evangelischer Theologe und Liederdichter
- Schernbeck, Günter (1911–1995), deutscher Politiker (LDP, FDP), MdL
- Schernberg, Dietrich, deutscher Geistlicher und Dramatiker
- Scherner, Erhard (1929–2024), deutscher Schriftsteller, Lyriker, Nachdichter und Germanist
- Scherner, Julian (1895–1945), Offizier der SS
- Scherner, Karl Albert (1825–1889), deutscher Philosoph und Psychologe
- Scherner, Karl Otto (1934–2019), deutscher Jurist und Hochschullehrer
- Scherner, Paul, deutscher Radsportler
- Scherney, Andrea (* 1966), österreichische Paralympics-Goldmedaillengewinnerin in der Leichtathletik
- Schernhammer, Eva (* 1964), österreichische Ärztin
- Schernig, Ursula (* 1933), deutsche Autorin, Galeristin, Kulturvermittlerin
- Schernikau, Ronald M. (1960–1991), deutscher Schriftsteller
- Scherning, Daniel (* 1983), deutscher Fußballtrainer
- Schernow, Sergei Anatoljewitsch (* 1985), russischer Sommerbiathlet
- Schernthaner, Guntram (* 1947), österreichischer Internist und Diabetologe
- Schernthaner, Hannes (* 1986), österreichischer Politiker (ÖVP), Landtagsabgeordneter
- Schernus, Herbert (1927–1994), deutscher Dirigent, Chefdirigent des WDR Rundfunkchors Köln
- Schernus, Renate (* 1942), deutsche Psychotherapeutin und Sachbuchautorin

### Schero
- Scherow, Erlan (* 1998), kirgisischer Judoka

### Scherp
- Scherpe, Herbert (1907–1997), deutscher SS-Sanitätsdienstgrad im KZ Auschwitz
- Scherpe, Jens Martin (* 1971), deutscher Rechtswissenschaftler
- Scherpe, Johann (1853–1929), österreichischer Bildhauer
- Scherpe, Klaus R. (* 1939), deutscher Germanist und Hochschullehrer
- Scherpe, Lothar, österreichischer Musiker und Filmkomponist
- Scherpen, Kjell (* 2000), niederländischer FußballtorwartKjell Scherpen (* 2000)

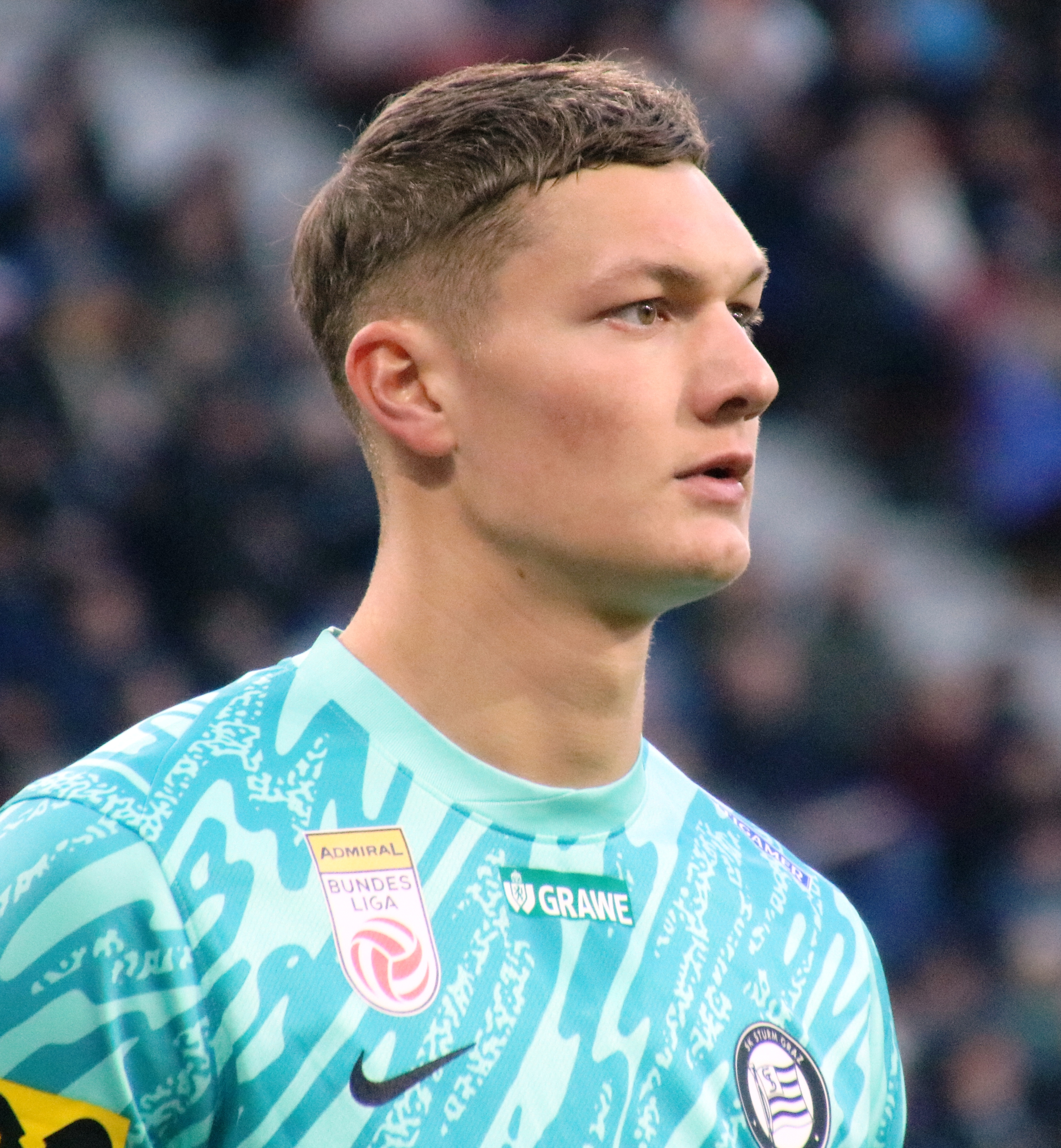
Kjell Scherpen (* 2000)

- Scherpen, Uwe (* 1963), deutscher Badmintonspieler
- Scherpenberg, Hilger van (1899–1969), deutscher Diplomat und Staatssekretär im Auswärtigen Amt
- Scherpenhuijzen, Hendrik (1882–1971), niederländischer Fechter
- Scherpenzeel Heusch, Jan Lodewijk van († 1872), Herr von Mierlo, Mitglied der Frankfurter Nationalversammlung
- Scherpf, Andrea (1959–1983), deutsche Touristin; Mordopfer eines ungeklärten Kriminalfalls
- Scherpf, Andreas (1837–1898), deutscher Komponist und Gesangspädagoge
- Scherpf, Sabine (* 1965), deutsche Fußballspielerin
- Scherping, Heinrich (1831–1913), Königlich Hannoverscher Hofbüchsenmacher
- Scherping, Pauline (1852–1932), niederdeutsche Schriftstellerin, Heimatdichterin und Publizistin
- Scherping, Ulrich (1889–1958), preußischer Forstmeister und Oberstjägermeister
- Scherpner, Hans (1898–1959), Sozialarbeitswissenschaftler, Sozialpädagoge und Historiker
- Scherpp, Reinhold (* 1951), deutscher Fußballspieler

### Scherr
- Scherr, Albert (* 1958), deutscher Soziologe und Sozialarbeitswissenschaftler
- Scherr, Gregor von (1804–1877), deutscher Benediktinerabt und Erzbischof von München und Freising
- Scherr, Hanspeter (1928–1983), deutscher Chorleiter und Komponist
- Scherr, Ignaz Thomas (1801–1870), Schweizer Pädagoge und Verfasser von pädagogischen Schriften
- Scherr, James (* 1961), US-amerikanischer Ringer
- Scherr, Johannes (1817–1886), deutscher Kulturhistoriker und Autor
- Scherr, Margitta (1943–2020), deutsche SchauspielerinMargitta Scherr (1943–2020)

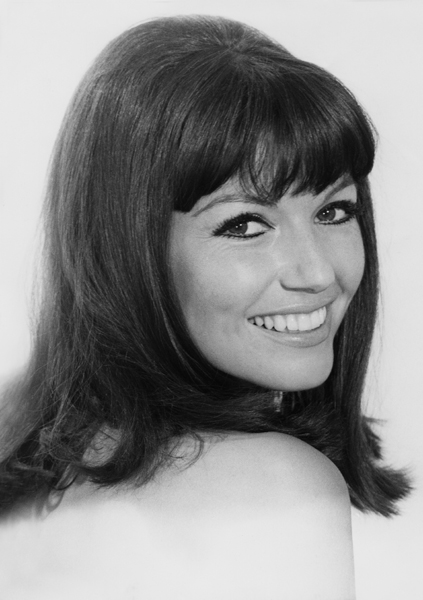
Margitta Scherr (1943–2020)

- Scherr, Nathan (1923–2003), US-amerikanischer Bauunternehmer, Fußballfunktionär und Rennpferd-Besitzer
- Scherr, Niklaus (* 1944), Schweizer Politiker der Alternativen Liste und der Alternativen Linken
- Scherr, Tony, US-amerikanischer Jazzmusiker (Kontrabass, E-Bass, auch Gitarre, Banjo)
- Scherr, Uwe (* 1966), deutscher Fußballspieler
- Scherr, William (* 1961), US-amerikanischer Ringer und Trainer
- Scherre, Carl August (1839–1915), deutscher Gutsbesitzer, Amtsvorsteher und Politiker, MdR
- Scherreiks, Herbert (1930–2016), amerikanisch-deutscher Bühnenbildner
- Scherrenmüller, Bartholomäus, deutscher Mediziner
- Scherrer, Albert (1908–1986), Schweizer Rennfahrer
- Scherrer, Andy (1946–2019), Schweizer Jazz-Saxophonist und Pianist
- Scherrer, Anton (* 1942), Schweizer Manager
- Scherrer, Benno (* 1965), Schweizer Politiker (GLP)
- Scherrer, Chiara (* 1996), Schweizer Hindernisläuferin
- Scherrer, Christian (* 1970), Schweizer Segler, Trainer, Manager und Redner
- Scherrer, Christina (* 1987), österreichische Schauspielerin und Sängerin
- Scherrer, Christoph (* 1956), deutscher PolitologeChristoph Scherrer (* 1956)

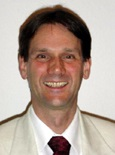
Christoph Scherrer (* 1956)

- Scherrer, Eduard (1890–1972), Schweizer Bobfahrer
- Scherrer, Gerhard (1936–2014), deutscher Ökonom
- Scherrer, Günter (* 1941), deutscher Koch
- Scherrer, Gustav (1816–1892), Schweizer Historiker und Bibliothekar
- Scherrer, Hans-Peter (1929–2017), deutscher Verlagsmanager
- Scherrer, Hans-Ulrich (* 1942), Schweizer Berufsoffizier
- Scherrer, Hedwig (1878–1940), Schweizer Malerin und Philanthropin
- Scherrer, Heinrich (1847–1919), Schweizer Jurist und Politiker
- Scherrer, Heinrich (1865–1937), deutscher Musiker, Multiinstrumentalist, Ensembleleiter, Arrangeur und Herausgeber
- Scherrer, Iris (* 1990), Schweizer Unihockeyspielerin
- Scherrer, Jan (* 1994), Schweizer Snowboarder
- Scherrer, Jean-Claude (* 1978), Schweizer Tennisspieler
- Scherrer, Jean-Jacques (1855–1916), französischer Maler
- Scherrer, Josef (1908–1989), österreichischer Kaufmann und Politiker (ÖVP), Landtagsabgeordneter, Abgeordneter zum Nationalrat
- Scherrer, Jürg (* 1947), Schweizer Politiker (Auto-Partei)
- Scherrer, Jutta (* 1942), deutsch-französische Osteuropahistorikerin
- Scherrer, Kurt (1904–1985), deutscher Unternehmer
- Scherrer, Manfred (* 1940), deutscher Politiker (SPD), MdL, MdB
- Scherrer, Patrick (* 1986), österreichischer Fußballspieler
- Scherrer, Paul (1862–1935), Schweizer Politiker
- Scherrer, Paul (1890–1969), Schweizer PhysikerPaul Scherrer (1890–1969)

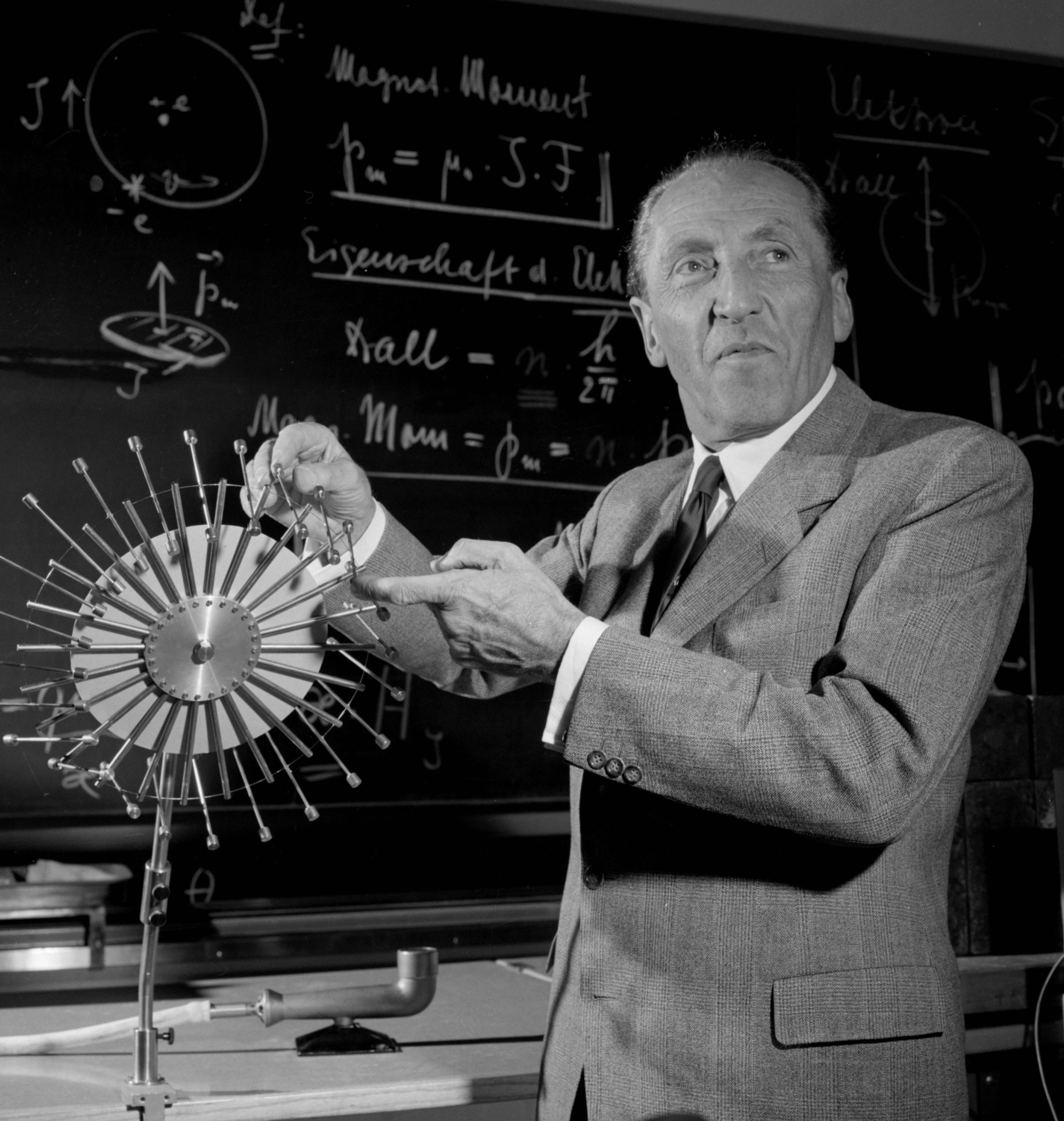
Paul Scherrer (1890–1969)

- Scherrer, Paul (1900–1992), Schweizer Bibliothekar
- Scherrer, Peter (* 1958), österreichischer Klassischer Archäologe
- Scherrer, Ralf (* 1959), deutscher Künstler
- Scherrer, Reto (* 1975), Schweizer RadiomoderatorReto Scherrer (* 1975)

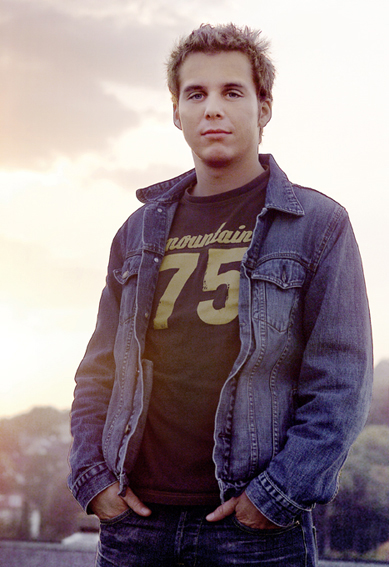
Reto Scherrer (* 1975)

- Scherrer, Rudolf (1902–1969), österreichischer Bildhauer und Schuldirektor
- Scherrer, Thierry (* 1959), französischer Geistlicher und römisch-katholischer Bischof von Perpignan-Elne
- Scherrer-Baumann, Alice (* 1947), Schweizer Politikerin
- Scherres, Carl (1833–1923), deutscher Maler
- Scherrewitz, Johan (1868–1951), niederländischer Maler

### Schers
- Schersai, Gul Agha (* 1955), afghanischer Beamter, Politiker und ehemaliger Freiheitskämpfer
- Scherschel, Erwin (1922–1997), deutscher Schauspieler und Hörspielsprecher
- Scherschel, Frank (1907–1981), US-amerikanischer Fotojournalist
- Scherschel, Karin (* 1968), deutsche Soziologin
- Scherschewski, Alexander Borissowitsch (1894–1937), sowjetischer Flugzeugkonstrukteur, Raketentheoretiker und Raumfahrtpropagandist
- Scherschun, Bohdan (1981–2024), ukrainischer Fußballspieler
- Schersing, Mathias (* 1964), deutscher Sprinter
- Schersing, Petra (* 1965), deutsche Sprinterin
- Schersinski, Karin (1955–1976), deutsche Schauspielerin
- Scherstjankin, Pawel Pawlowitsch (* 1937), sowjetisch-russischer Geophysiker
- Scherstjanoi, Valeri (* 1950), russischer Lautdichter, Hörspielautor und Autor
- Scherstjuk, Wladislaw Petrowitsch (* 1940), russischer Geheimdienstler, Direktor des Federalnoje Agentstwo Prawitelstwennoi Swjasi i Informazii (FAPSI)
- Scherstnewa, Natalija (* 1973), ukrainische Freestyle-Skierin

### Schert
- Schertel, Arnulf (1841–1902), deutscher Chemiker und Hochschullehrer für Hüttenkunde
- Schertel, Ernst (1884–1958), deutscher Schriftsteller und Publizist, Altertums- und Religionswissenschaftler, Pionier der Nacktkultur und Sexualforscher
- Schertel, Fritz (1890–1945), deutscher Cellovirtuose
- Schertel, Josef (1810–1869), deutscher Landschaftsmaler
- Schertenleib, Hansjörg (* 1957), Schweizer SchriftstellerHansjörg Schertenleib (* 1957)

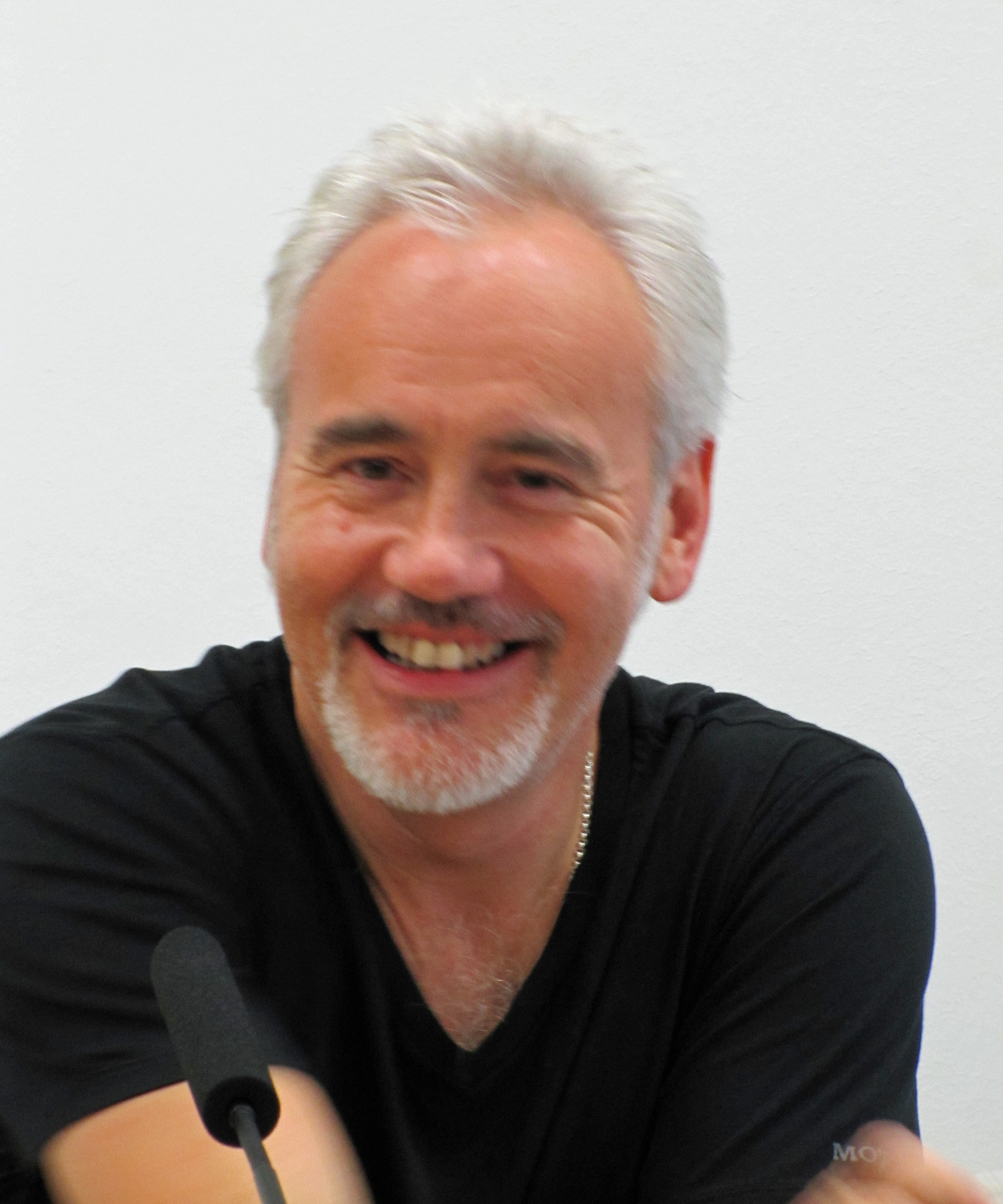
Hansjörg Schertenleib (* 1957)

- Schertenleib, Lillian (* 2004), Schweizer Fussballspielerin
- Schertenleib, Michael (* 1988), Schweizer Schauspieler, Musikproduzent und Komponist
- Schertenleib, Sydney (* 2007), Schweizer Fussballspielerin
- Scherthan, Hans-Dieter (1943–2018), deutscher Politiker (CDU), MdL Rheinland-Pfalz
- Scherthanner, Wilhelm (1882–1951), österreichischer Politiker (CS), Salzburger Landtagsabgeordneter und Landesrat
- Schertle, Valentin (1809–1885), deutscher Maler, Lithograf und Zeichner
- Schertle, Willi (1920–1979), deutscher Radrennfahrer und nationaler Meister im Radsport
- Schertler, Lorenz (1857–1936), österreichischer Politiker (CS), Abgeordneter zum Vorarlberger Landtag
- Schertlin von Burtenbach, Sebastian (1496–1577), deutscher Landsknechtsführer
- Schertlin, Johann Jakob (1784–1855), Oberamtmann
- Schertling, Gisela (1922–1994), deutsche Katechetin und Widerstandskämpferin
- Schertwitis, Thomas (* 1972), deutscher Wasserballspieler
- Schertz, Christian (* 1966), deutscher Jurist und Professor
- Schertz, Georg (* 1935), deutscher Jurist, Polizeipräsident von West-BerlinGeorg Schertz (* 1935)

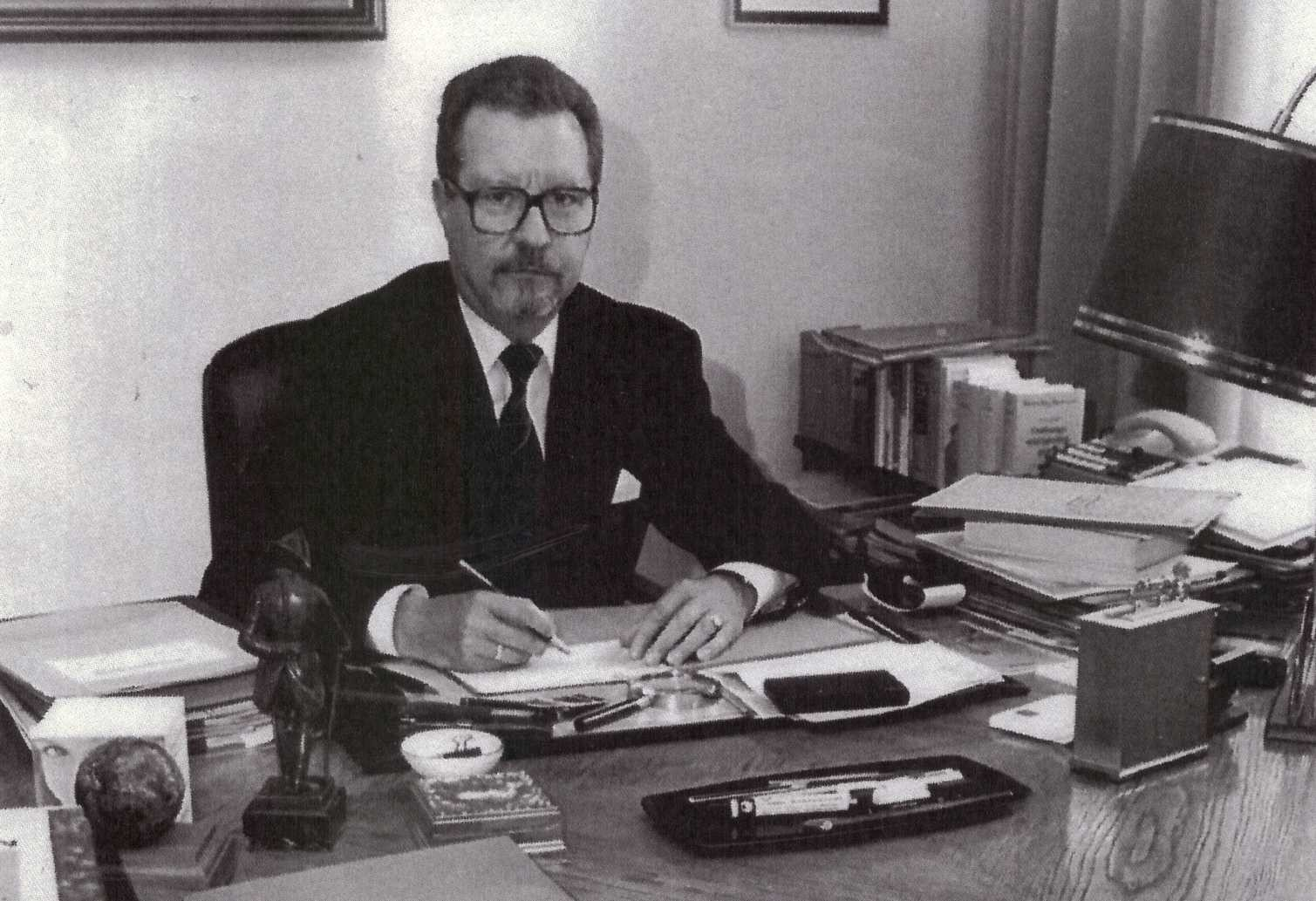
Georg Schertz (* 1935)

- Schertz, Jan (* 1969), deutscher Eishockeyspieler
- Schertzer, Johann Adam (1628–1683), deutscher protestantischer Theologe
- Schertzinger, Alois (1787–1864), bessarabiendeutscher Mitbegründer von Sarata Priester
- Schertzinger, Victor (1888–1941), US-amerikanischer Filmkomponist Regisseur, Drehbuchautor und Filmproduzent

### Scheru
- Scherübl, Christian (* 1994), österreichischer Schwimmer
- Scherübl, Franz (1904–1999), deutscher Jurist und Senatspräsident am Bundesverwaltungsgericht
- Scherübl, Wilhelm (* 1961), österreichischer Bildhauer und Objektkünstler

### Scherv
- Schervier, Franziska (1819–1876), deutsche katholische Ordensgründerin und Persönlichkeit der caritativ-sozialen BewegungFranziska Schervier (1819–1876)

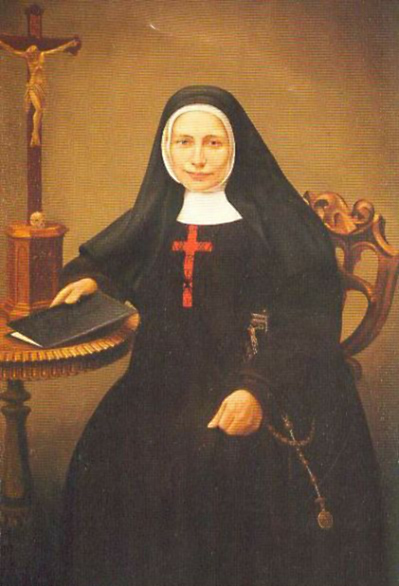
Franziska Schervier (1819–1876)

- Schervier, Johann Gerhard (1743–1826), deutscher Unternehmer
- Schervier, Johann Heinrich (1784–1845), deutscher Unternehmer

### Scherw
- Scherweit-Müller, Heidemarie (1943–2014), deutsche Politikerin (SPD), MdHB
- Scherwenikas, Matthias (* 1971), deutscher Schauspieler, Hörspiel- und Synchronsprecher
- Scherwey, Cyrille (* 1989), Schweizer Eishockeyspieler
- Scherwey, Tristan (* 1991), Schweizer Eishockeyspieler
- Scherwin, Christina (* 1976), dänische Leichtathletin im Speerwurf
- Scherwitz, Bruno Gustav (* 1896), deutscher NSDAP-Gauleiter
- Scherwitz, Fritz (1903–1962), deutscher Angehöriger der SS und des SD, Betriebsleiter von Werkstätten für jüdische Zwangsarbeiter in Riga
- Scherwitzl, Adolf (* 1938), österreichischer Biathlet
- Scherwitzl, Andreas (* 1966), österreichischer Politiker (SPÖ), Abgeordneter zum Kärntner Landtag

### Scherz
- Scherz, Alfred (1903–1956), Schweizer Buchhändler und Verleger
- Scherz, Angela (* 1976), deutsche Schauspielerin
- Scherz, Anneliese (1900–1985), deutsche Fotografin
- Scherz, Bernhard (* 2007), österreichischer Fußballspieler
- Scherz, Ernst Walter (1861–1916), deutscher Verwaltungsbeamter
- Scherz, Gustav (1895–1971), österreichischer römisch-katholischer Theologe und Ordenspriester der Kongregation des Heiligsten Erlösers
- Scherz, Hans (1937–2019), österreichischer Autor, Ernährungsberater und Gesundheitstrainer
- Scherz, Jakob (1818–1889), Schweizer Politiker
- Scherz, Johann (1932–2004), österreichischer Billardspieler
- Scherz, Johann Georg (1678–1754), deutscher Rechtswissenschaftler und Hochschullehrer
- Scherz, Jörg, deutscher Basketballtrainer
- Scherz, Karl Emil (1860–1945), deutscher Architekt und Ortschronist
- Scherz, Linus (* 1996), deutscher Schauspieler
- Scherz, Magdalena (* 2001), österreichische Skilangläuferin
- Scherz, Matthias (* 1971), deutscher FußballspielerMatthias Scherz (* 1971)

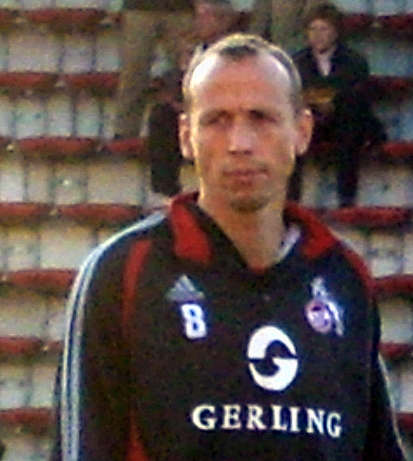
Matthias Scherz (* 1971)

- Scherz, Michael (1895–1982), österreichischer Politiker (SPÖ), Landtagsabgeordneter
- Scherz, Oliver (* 1974), deutscher Schauspieler und Kinderbuchautor
- Scherz, Reimar (* 1944), deutscher Offizier, Brigadegeneral des deutschen Heeres
- Scherz, Udo (1934–2018), deutscher Physiker
- Scherzadeh, Masse (* 2001), österreichischer Fußballspieler
- Scherzant, Sina (* 1991), deutsche Schriftstellerin und Podcasterin
- Scherzberg, Arno (* 1956), deutscher Rechtswissenschaftler und Hochschullehrer
- Scherzberg, Lucia (* 1957), deutsche römisch-katholische Theologin
- Scherzer, Adolf (1815–1864), bayerischer Militärmusiker
- Scherzer, Anja (* 1996), österreichische Politikerin (FPÖ)
- Scherzer, Birgit (* 1954), deutsche Choreographin
- Scherzer, Ernst (* 1937), deutscher Skirennläufer
- Scherzer, Hartmut (* 1938), deutscher Sportjournalist
- Scherzer, Jonathan (* 1995), österreichischer Fußballspieler
- Scherzer, Jörg (1945–2019), deutscher Übersetzer, Historiker und Skandinavist
- Scherzer, Karl von (1821–1903), österreichischer Forschungsreisender und Diplomat
- Scherzer, Kurt (1920–2006), deutscher Politiker (FDP), Oberbürgermeister von Fürth
- Scherzer, Landolf (* 1941), deutscher Schriftsteller und PublizistLandolf Scherzer (* 1941)

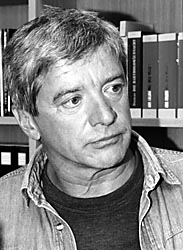
Landolf Scherzer (* 1941)

- Scherzer, Manfred (1933–2013), deutscher Violinist und Dirigent
- Scherzer, Marie (* 1990), deutsche Schauspielerin und Tänzerin
- Scherzer, Otmar (* 1964), österreichischer Mathematiker
- Scherzer, Otto (1821–1886), deutscher Organist, Geiger, Musikpädagoge und Komponist
- Scherzer, Otto (1909–1982), deutscher Physiker
- Scherzer, Siegfried (1949–2023), deutscher Fußballtorwart
- Scherzer, Steffi (* 1957), deutsche Balletttänzerin (Primaballerina) und Künstlerische Leiterin der Tanzakademie Zürich
- Scherzer, Stephan (* 1964), deutscher Medienmanager und Verbandsfunktionär
- Scherzer, Veit (* 1959), deutscher Ordenskundler, Autor, Herausgeber und Verleger
- Scherzer, William Donald (1858–1893), amerikanischer Ingenieur
- Scherzer-Rening, Gisela (1925–2004), deutsche Schauspielerin und Opernsängerin (Sopran)
- Scherzinger, Karl-Heinz (1944–1993), deutscher Skilangläufer
- Scherzinger, Mara (* 1989), deutsche Schauspielerin
- Scherzinger, Nicole (* 1978), US-amerikanische Tänzerin und SängerinNicole Scherzinger (* 1978)

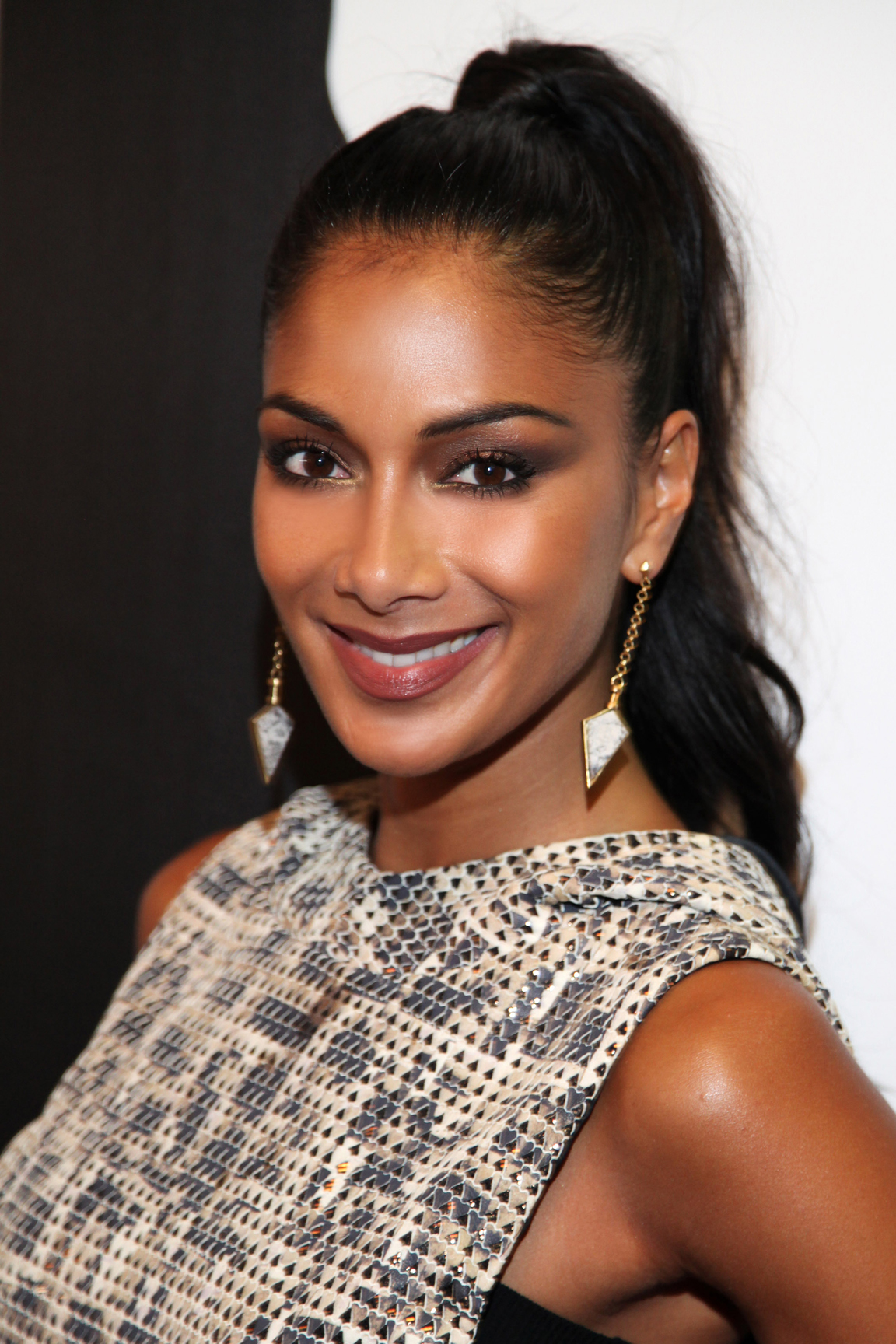
Nicole Scherzinger (* 1978)

- Scherzinger, Wolfgang (* 1944), österreichischer Zoologe, Ethologe und Ökologe; als Ornithologe Spezialist für Eulen
- Scherzler, Diane (* 1970), deutsche Journalistin und Prähistorikerin